# Invasioni barbariche del III secolo
Le invasioni barbariche del III secolo (212-305) costituirono un periodo ininterrotto di scorrerie all'interno dei confini dell'impero romano, condotte per fini di saccheggio e bottino da genti armate appartenenti alle popolazioni che gravitavano lungo le frontiere settentrionali: Pitti, Caledoni e Sassoni in Britannia; le tribù germaniche di Frisi, Sassoni, Franchi, Alemanni, Burgundi, Marcomanni, Quadi, Lugi, Vandali, Iutungi, Gepidi e Goti (Tervingi ad occidente e Grutungi ad oriente), le tribù daciche dei Carpi e quelle sarmatiche di Iazigi, Roxolani ed Alani, oltre a Bastarni, Sciti, Borani ed Eruli lungo i fiumi Reno-Danubio ed il Mar Nero.
Era dai tempi di Marco Aurelio durante le Guerre marcomanniche (166/167-189) che le tribù germanico-sarmatiche non esercitavano una pressione così forte lungo i confini settentrionali dell'Impero romano.
La crescente pericolosità per l'Impero romano di Germani e Sarmati era dovuta principalmente ad un cambiamento rispetto ai secoli precedenti nella struttura tribale della loro società: la popolazione, in costante crescita e sospinta dai popoli orientali, necessitava di nuovi territori per espandersi, pena l'estinzione delle tribù più deboli. Da qui la necessità di aggregarsi in federazioni etniche di grandi dimensioni, come quelle di Alemanni, Franchi e Goti, per meglio aggredire il vicino Impero o per difendersi dall'irruzione di altre popolazioni barbariche confinanti. Per altri studiosi, invece, oltre alla pressione delle popolazioni esterne, fu anche il contatto ed il confronto con la civiltà imperiale romana (le sue ricchezze, la sua lingua, le sue armi, la sua organizzazione) a suggerire ai popoli germanici di ristrutturarsi ed organizzarsi in sistemi sociali più robusti e permanenti, in grado di difendersi meglio o di attaccare seriamente l'Impero.
Roma, dal canto suo, ormai dal I secolo d.C. provava ad impedire la penetrazione dei barbari trincerandosi dietro il limes, ovvero la linea continua di fortificazioni estesa tra il Reno e il Danubio e costruita proprio per contenere la pressione dei popoli germanici.
Lo sfondamento da parte delle popolazioni barbariche che si trovavano lungo il limes fu facilitato anche dal periodo di grave instabilità interna che attraversava l'Impero romano nel corso del III secolo. A Roma, infatti, era un continuo alternarsi di imperatori ed usurpatori (la cosiddetta anarchia militare). Le guerre interne non solo consumavano inutilmente importanti risorse negli scontri tra i vari contendenti, ma - cosa ben più grave - finivano per sguarnire proprio le frontiere sottoposte all'aggressione dei barbari.
Come se non bastasse, lungo il fronte orientale della Mesopotamia e dell'Armenia a partire dal 224 la debole dinastia persiana dei Parti era stata sostituita da quella dei Sasanidi, che a più riprese impegnò severamente l'Impero romano, costretto a subire attacchi che spesso si univano alle invasioni, meno impegnative ma comunque pericolose, compiute lungo il fronte africano dalle tribù berbere di Mauri, Baquati, Quinquegentiani, Nobati e Blemmi. Roma mostrò di essere in grave difficoltà nel condurre così tante guerre contemporaneamente e per poco non crollò con due secoli di anticipo.
Fu grazie anche alla successiva divisione, interna e provvisoria, dello Stato romano in tre parti (ad occidente l'impero delle Gallie, al centro Italia, Illirico e province africane, ad oriente il Regno di Palmira) che l'Impero riuscì a salvarsi da un definitivo tracollo e smembramento. Ma fu solo dopo la morte di Gallieno (268), che un gruppo di imperatori-soldati di origine illirica (Claudio il Gotico, Aureliano e Marco Aurelio Probo) riuscì infine a riunificare l'Impero in un unico blocco, anche se le guerre civili che si erano susseguite per circa un cinquantennio e le invasioni barbariche avevano costretto i Romani a rinunciare sia alla regione degli Agri decumates (lasciata agli Alemanni nel 260 circa), sia alla provincia della Dacia (256-271), sottoposta alle incursioni della popolazione dacica dei Carpi, dei Goti Tervingi e dei Sarmati Iazigi.
Le invasioni del III secolo, secondo tradizione, ebbero inizio con la prima incursione condotta dalla confederazione germanica degli Alemanni nel 212 sotto l'imperatore Caracalla e terminarono nel 305 al tempo dell'abdicazione di Diocleziano a vantaggio del nuovo sistema tetrarchico.

## Contesto storico
Dopo circa trent'anni di relativa quiete lungo le frontiere renano-danubiane, nel 212 scoppiò una nuova crisi lungo il Limes germanico-retico, causata dalla prima invasione della confederazione degli Alemanni.

### Il mondo germanico tra II e III secolo
Nell'Europa centro-orientale, il mondo barbaro era scosso da forti agitazioni interne e dai movimenti migratori di popolazioni che tendevano a modificare gli equilibri con il vicino Impero romano. Questi popoli, alla ricerca di nuovi territori dove insediarsi per il crescente aumento demografico della popolazione nell'antica Germania, erano attratti anche dalle ricchezze e dalla vita agiata del mondo romano.
Cinquant'anni prima, ai margini della zona germanica, lungo la frontiera danubiana e carpatica si erano verificati movimenti e mescolanze di popoli, con l'avvento di un fenomeno nuovo tra i Germani, che rappresentava un superamento della dimensione tribale: interi popoli (come Marcomanni, Quadi e Naristi, Vandali, Cotini, Iazigi, Buri ecc.), si erano raggruppati in coalizioni, di natura più che altro militare, attuando una maggiore pressione sul vicino limes romano.
Sotto Caracalla il fenomeno di aggregazione si era evoluto ulteriormente, arrivando a costituire nell'area degli Agri decumates alcune vere e proprie confederazioni etniche di tribù: gli Alemanni, che aggregarono Catti, Naristi, Ermunduri e parte dei Semnoni e si posizionarono sull'alto Reno, da Mogontiacum fino al Danubio presso Castra Regina; i Franchi, sul basso Reno dalla foce del fiume fino a Bonna; ed i Sassoni, composti dai popoli marinai tra le foci dei fiumi Weser ed Elba
Contemporaneamente crebbe anche la spinta dei Germani orientali, provenienti dalla Scandinavia, come i Goti (nei vari rami degli Ostrogoti, dei Visigoti e degli Eruli), che provenivano dalla Vistola: da oltre cinquant'anni erano in lento spostamento verso sud-est, ed erano ormai giunti in prossimità delle coste settentrionali del Mar Nero. In quella regione entrarono in conflitto con le popolazioni sarmatiche di Roxolani ed Alani. Sempre dalla regione della Slesia-Vistola provenivano anche altre due grandi popolazioni: i Vandali, già venuti a contatto con le legioni romane della Pannonia e della Dacia porolissensis ai tempi delle guerre marcomanniche sotto Marco Aurelio, ed i Burgundi, che si dirigevano ad ovest verso i fiumi Elba e Meno.

### Preludio alle invasioni del III secolo: le Guerre marcomanniche (166-189)

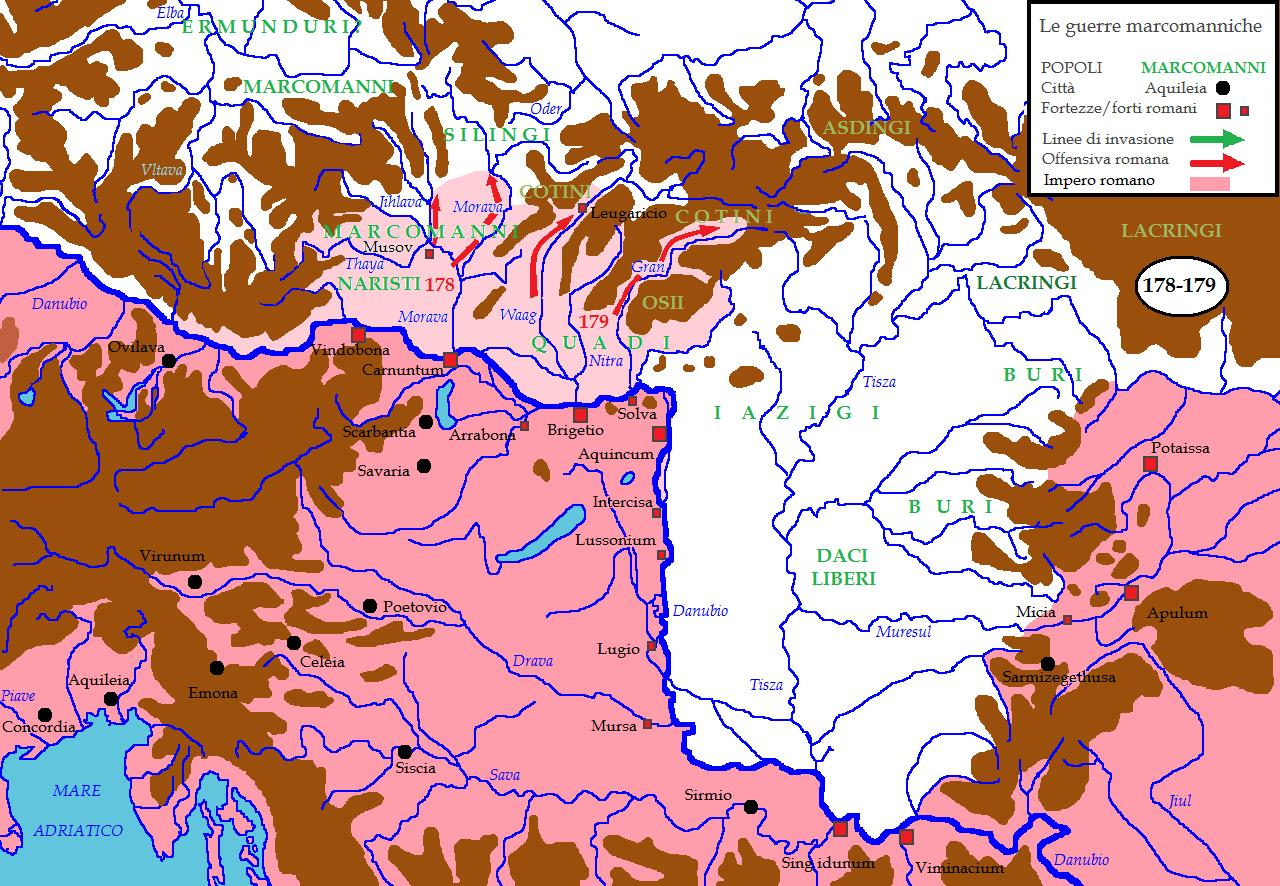
Il culmine delle guerre marcomanniche negli anni 178-179.

Nel 166/167, avvenne il primo scontro lungo le frontiere della Pannonia, ad opera di poche bande di predoni Longobardi e Osii, che, grazie al pronto intervento delle truppe di confine, furono prontamente respinte. La pace stipulata con le limitrofe popolazioni germaniche a nord del Danubio fu gestita direttamente dagli stessi imperatori, Marco Aurelio e Lucio Vero, ormai diffidenti nei confronti dei barbari aggressori e recatisi per questi motivi fino nella lontana Carnuntum (nel 168). La morte prematura del fratello Lucio (nel 169 poco distante da Aquileia), ed il venir meno ai patti da parte dei barbari (molti dei quali erano stati "clienti" fin dall'epoca di Tiberio), portò una massa mai vista prima d'allora, a riversarsi in modo devastante nell'Italia settentrionale fin sotto le mura di Aquileia, il cuore della Venetia. Enorme fu l'impressione provocata: era dai tempi di Mario che una popolazione barbarica non assediava dei centri del nord Italia.
Si racconta che Marco Aurelio combatté una lunga ed estenuante guerra contro le popolazioni barbariche, prima respingendole e "ripulendo" i territori della Gallia cisalpina, Norico e Rezia (170-171), poi contrattaccando con una massiccia offensiva in territorio germanico, che richiese diversi anni di scontri, fino al 175. Questi avvenimenti costrinsero lo stesso imperatore a risiedere per numerosi anni lungo il fronte pannonico, senza mai far ritorno a Roma. La tregua apparentemente sottoscritta con queste popolazioni, in particolare Marcomanni, Quadi e Iazigi, durò però solo un paio d'anni. Alla fine del 178 l'imperatore Marco Aurelio era costretto a fare ritorno nel castrum di Brigetio da dove, nella successiva primavera del 179, fu condotta l'ultima campagna. La morte dell'imperatore romano nel 180 pose presto fine ai piani espansionistici romani e determinò l'abbandono dei territori occupati della Marcomannia e la stipula di nuovi trattati con le popolazioni "clienti" a nord-est del medio Danubio.

## Forze in campo: lungo il fronte europeo di Reno e Danubio
Numerose furono le forze legionarie ed ausiliarie messe in campo in questo periodo dall'Impero Romano. Le cifre sono difficili da stimare, in quanto nel corso del secolo alcune unità furono distrutte e rimpiazzate con nuove; inoltre, quando subentrò il nuovo sistema tetrarchico di Diocleziano, a modificarsi fu la stessa organizzazione strategica generale.

### Romani
Nel III secolo l'Impero romano schierò contro le invasioni barbariche numerose legioni: I Adiutrix, I Illyricorum (reclutata sotto Aureliano), I Italica, I Maximiana (sotto Massimiano), I Minervia, I Pontica (sotto Diocleziano), II Adiutrix, II Italica, legio II Parthica, III Italica, IIII Flavia, IIII Italica (sotto Alessandro Severo), V Macedonica, VII Claudia, VIII Augusta, X Gemina, XI Claudia Pia Fidelis, XIII Gemina, Legio XIIII Gemina Martia Victrix, XV Apollinaris, XX Valeria Victrix, XXII Primigenia e XXX Ulpia Victrix. Il totale delle forze messe in campo dall'Impero romano potrebbe aver superato, dall'inizio alla fine del III secolo, i 200/250 000 armati; di essi, una metà fu costituita da legionari, la restante da altrettanti ausiliari.
Sappiamo che alla morte di Caracalla su 33 legioni lungo l'intero sistema di fortificazioni imperiali, ben 16 erano lungo il limes renano e danubiano (pari al 48,5% del totale), oltre ad altre 2 nelle retrovie quale "riserva strategica" (in Hispania ed Italia), così come è bene evidenziato qui sotto nella tabella riassuntiva sulla loro dislocazione (nel 217):
| N. fortezze legionarie sotto Caracalla | unità legionaria        | località antica | località moderna    | provincia romana   |
| -------------------------------------- | ----------------------- | --------------- | ------------------- | ------------------ |
| 1                                      | Legio XXX Ulpia Victrix | Vetera          | Xanten              | Germania inferiore |
| 2                                      | Legio I Minervia        | Bonna           | Bonn                | Germania inferiore |
| 3                                      | Legio XXII Primigenia   | Mogontiacum     | Magonza             | Germania superiore |
| 4                                      | Legio VIII Augusta      | Argentoratae    | Strasburgo          | Germania superiore |
| 5                                      | Legio III Italica       | Castra Regina   | Ratisbona           | Rezia              |
| 6                                      | Legio II Italica        | Lauriacum       | Enns                | Norico             |
| 7                                      | Legio X Gemina          | Vindobona       | Vienna              | Pannonia superiore |
| 8                                      | Legio XIV Gemina        | Carnuntum       | Altenburg-Petronell | Pannonia superiore |
| 9                                      | Legio I Adiutrix        | Brigetio        | Komárom             | Pannonia inferiore |
| 10                                     | Legio II Adiutrix       | Aquincum        | Budapest            | Pannonia inferiore |
| 11                                     | Legio IIII Flavia Felix | Singidunum      | Belgrado            | Mesia superiore    |
| 12                                     | Legio VII Claudia       | Viminacium      | Kostolac            | Mesia superiore    |
| 13                                     | Legio XIII Gemina       | Apulum          | Alba Iulia          | Tre Dacie          |
| 14                                     | Legio V Macedonica      | Potaissa        | Turda               | Tre Dacie          |
| 15                                     | Legio I Italica         | Novae           | Svištov             | Mesia inferiore    |
| 16                                     | Legio XI Claudia        | Durostorum      | Silistra            | Mesia inferiore    |
| riserva strategica                     | Legio II Parthica       | Castra Albana   | Albano Laziale      | Italia             |
| riserva strategica                     | Legio VII Gemina        | Legio           | León                | Hispania           |

Poco meno di un secolo più tardi, durante il periodo tetrarchico di Diocleziano, il numero di legioni poste lungo il fronte settentrionale (Reno e Danubio) fu aumentato a 24, oltre alle 3 posizionate a guardia delle Alpi (legio I Iulia Alpina, legio II Iulia Alpina e legio III Iulia Alpina), su un totale complessivo di 56 (pari al 48,2%), come qui sotto evidenziato:
| N. fortezze legionarie sotto tetrarchia | unità legionaria                                                  | località antica          | località moderna      | provincia romana  |
| --------------------------------------- | ----------------------------------------------------------------- | ------------------------ | --------------------- | ----------------- |
| 1                                       | Legio XXX Ulpia Victrix                                           | Vetera                   | Xanten                | Germania Secunda  |
| 2                                       | Legio I Minervia                                                  | Bonna                    | Bonn                  | Germania Secunda  |
| 3 4                                     | Legio XXII Primigenia e Legio VI Gallicana                        | Mogontiacum              | Magonza               | Germania Prima    |
| 5                                       | Legio VIII Augusta                                                | Argentoratae             | Strasburgo            | Germania Prima    |
| 6                                       | Legio I Martia (?)                                                | Castrum Rauracense (?)   | Kaiseraugst           | Maxima Sequanorum |
| 7                                       | Legio III Italica                                                 | Castra Regina            | Ratisbona             | Rezia             |
| 8                                       | Legio III Herculea                                                | Caelius Mons             | Kellmünz an der Iller | Rezia             |
| 9                                       | Legio II Italica                                                  | Lauriacum                | Enns                  | Noricum Ripensis  |
| 10                                      | Legio I Noricorum                                                 | Ad Iuvense               | Ybbs?                 | Noricum Ripensis  |
| 11                                      | Legio X Gemina                                                    | Vindobona                | Vienna                | Pannonia Prima    |
| 12                                      | Legio XIV Gemina                                                  | Carnuntum                | Altenburg-Petronell   | Pannonia Prima    |
| 13                                      | Legio I Adiutrix                                                  | Brigetio                 | Komárom               | Pannonia Valeria  |
| 14                                      | Legio II Adiutrix                                                 | Aquincum                 | Budapest              | Pannonia Valeria  |
| 15                                      | Legio VI Herculea                                                 | Ad Militare              | Batina                | Pannonia Secunda  |
| 16                                      | Legio V Iovia                                                     | Bononia                  | Banoštor              | Pannonia Secunda  |
| 17                                      | Legio IIII Flavia Felix                                           | Singidunum               | Belgrado              | Moesia Prima      |
| 18                                      | Legio VII Claudia                                                 | Viminacium               | Kostolac              | Moesia Prima      |
| 19                                      | Legio XIII Gemina                                                 | Ratiaria                 | Archar                | Dacia Ripensis    |
| 20                                      | Legio V Macedonica                                                | Oescus                   | Pleven                | Dacia Ripensis    |
| 21                                      | Legio I Italica                                                   | Novae                    | Svištov               | Moesia Secunda    |
| 22                                      | Legio XI Claudia                                                  | Durostorum               | Silistra              | Moesia Secunda    |
| 23                                      | Legio II Herculia                                                 | Troesmis                 | Iglita                | Scythia Minor     |
| 24                                      | Legio I Iovia                                                     | Noviodunum               | Isaccea               | Scythia Minor     |
| 25 26 27                                | legio I Iulia Alpina legio II Iulia Alpina legio III Iulia Alpina | Claustra Alpium Iuliarum | passi alpini          | Italia            |
| riserva strategica                      | Legio VII Gemina                                                  | Legio                    | León                  | Gallaecia         |

### Barbari
Riguardo alle ingenti forze che i barbari poterono mettere in campo nel corso delle invasioni di questo III secolo, possiamo qui sotto brevemente sintetizzare come segue:
| D A T A | N. TOTALE ARMATI                 | POPOLI COINVOLTI                                                         | NAVI DA GUERRA   | DOVE                                |
| ------- | -------------------------------- | ------------------------------------------------------------------------ | ---------------- | ----------------------------------- |
| 248     | + di 60 000                      | Goti, Taifali, Asdingi e Carpi                                           |                  | Mesia e Tracia                      |
| 249     | + di 70 000                      | Goti e Carpi                                                             |                  | Dacia, Mesia e Tracia               |
| 267-268 | 320 000                          | Peucini, Grutungi, Ostrogoti, Tervingi, Visigoti, Gepidi, Celti ed Eruli | 2 000/6 000 navi | Mesia, Tracia, Grecia e Asia Minore |
| 269     | + di 50 000                      | Goti                                                                     |                  | Mesia, Tracia e Macedonia           |
| 277-278 | + 400 000 barbari uccisi         | Franchi, Lugi, Burgundi e Vandali                                        |                  | Gallie e Rezia                      |
| 281     | 100 000 persone insediate        | Bastarni                                                                 |                  | Tracia                              |
| 283     | 16 000 uccisi e 20 000 catturati | Sarmati                                                                  |                  | Pannonie                            |
| 298     | 60 000                           | Alemanni                                                                 |                  | limes renano                        |

## Le invasioni

### Fronte settentrionale: dal Reno al Danubio, fino al Mar Nero

#### Prima fase: gli attacchi durante la dinastia dei Severi (212-235)
212Dopo circa quarant'anni, i Catti germanici tornarono a sfondare il limes romano; per la prima volta furono menzionati gli Alemanni, nel Wetterau.
213Caracalla, giunto nella primavera di quell'anno lungo il limes germanico-retico, condusse una campagna contro i Germani, sconfiggendo prima i Catti lungo il fiume Meno, poi gli Alemanni nella zona che va dalla Rezia all'altopiano della Svevia. In seguito a queste vittorie il giovane imperatore assunse l'appellativo di Germanicus maximus (6 ottobre; riformulato in "Alemannicus" dalla storiografia posteriore). Tuttavia, pare che avesse comprato la pace con i barbari, come suggerisce Cassio Dione.
Sono da attribuirsi a questo periodo anche alcune iscrizioni di un interprete dace, rinvenute a Brigetio, che sembrano conseguenti a possibili spedizioni punitive contro i Daci liberi del Banato, compresi tra la Pannonia inferiore ad occidente e la Dacia ad oriente. E sempre allo stesso anno sarebbero da attribuire anche due altre incursioni in Dacia e in Pannonia inferiore, lungo il tratto danubiano attorno ad Aquincum, ad opera di Carpi e Vandali.
214Nella primavera di quell'anno, Caracalla partì per il fronte danubiano (dopo una malattia che lo aveva immobilizzato per tutto l'inverno), con destinazione la Pannonia dove, al principio dell'anno o forse già alla fine del precedente, si erano verificate nuove incursioni tra Brigetio ed Aquincum da parte di Quadi e sarmati Iazigi. L'imperatore, in seguito a questi eventi e nel tentativo di cercare di mantenere inalterata la situazione clientelare lungo il Danubio, da un lato riuscì a farsi scudo dei Marcomanni, opponendoli ai vicini Vandali che si stavano dimostrando da qualche tempo particolarmente ostili, ma dall'altro fu costretto a giustiziare il re dei Quadi, Gabiomaro, per le resistenze che si erano create da parte di questo popolo, alleato dei Romani dai tempi di Marco Aurelio ma che recentemente si era rivoltato al potere romano, invadendo al principio dell'anno le due Pannonie. Caracalla riuscì, infine, a battere anche gli Iazigi, alleati probabilmente a Quadi e Vandali, assumendo l'appellativo di "Sarmaticus", come si racconta nella biografia del fratello Geta Erodiano narra inoltre che Caracalla al termine di queste guerre:
(Erodiano, Storia dell'Impero dopo Marco Aurelio, IV, 7.3-4.)
In seguito a questi avvenimenti, la Pannonia inferiore fu ampliata: ora includeva anche la fortezza legionaria di Brigetio, in modo che ognuna delle due Pannonie potesse disporre di due legioni, mentre i centri civili di Carnuntum (Colonia Septimia Aurelia Antoniana) e della stessa Brigetio furono elevati a colonie.
215Caracalla, giunto in Dacia, dopo aver ispezionato l'intero limes pannonico, riuscì a respingere la prima invasione di Goti e Carpi, assumendo per queste vittorie l'appellativo di "Goticus".
219-220Pare che l'imperatore Eliogabalo stesse preparando una spedizione militare contro i Marcomanni, poiché un oracolo gli aveva riferito che questa guerra sarebbe stata portata a termine da un membro della sua dinastia: questa notizia sembra suggerire la presenza di nuove infiltrazioni barbariche lungo i confini della Pannonia superiore e una conseguente controffensiva romana. Sembra che Eliogabalo sia stato l'ultimo della dinastia dei Severi capace di mantenere fortificazioni oltre il Danubio, come Celemantia.

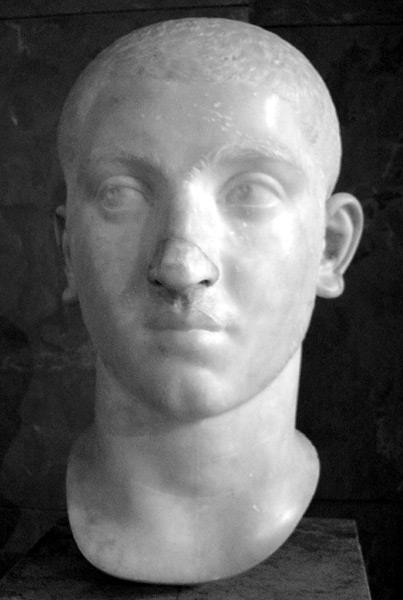
Busto di Alessandro Severo.

225la monetazione di Alessandro Severo celebra una Victoria Augusta, molto probabilmente sui Germani o Sarmati del limes danubiano.
227/228Sotto il regno di Alessandro Severo, gli Iazigi portarono una nuova incursione lungo il limes della Pannonia inferiore, come risulterebbe anche dalla monetazione del periodo.
230La guarnigione romana del Regno del Bosforo Cimmerio (composta da vexillationes della I Italica), nell'attuale Crimea, fu massacrata dai Borani, mentre i Goti, che si erano spinti fino alle coste del Mar Nero, riuscirono ad occupare la città di Olbia (presso la moderna Odessa), probabilmente in mano romana dai tempi di Nerone, che era difesa dal governatore della provincia di Mesia inferiore.
231-232Il limes pannonico inferiore subì nuovi attacchi da parte degli Iazigi. Nel respingerne questa nuova incursione fu decisivo l'intervento del futuro imperatore Marco Clodio Pupieno Massimo.
233Il limes del Norico, tra Wachau e Wienerwald nella zona del Tullnerfeld, e quello germanico-retico, furono attaccati pesantemente dagli Alemanni. La difesa di questo tratto di limes potrebbe essere stata affidata proprio al futuro imperatore Pupieno, che anche questa volta riportò un successo contro i barbari. Notevoli sono le testimonianze archeologiche delle distruzioni riportate in queste province nel corso delle incursioni, da Castra Regina a Pfünz fino ad Augusta Treverorum (oggi Treveri).
234-235Alessandro Severo, partito da Roma per il fronte settentrionale dopo aver arruolato numerose nuove truppe ausiliarie (tra cui Armeni, Osroeni e perfino Parti,) riuscì a respingere le incursioni degli Alemanni, che avevano sfondato il fronte degli Agri Decumates. L'imperatore però commise l'errore di voler concludere con i Germani un trattato di pace, offrendo loro grandi somme di denaro: questo atteggiamento fu accolto male dal suo esercito che, sotto la guida del generale Massimino il Trace, si ribellò e trucidò Alessandro e la madre. Poco dopo le legioni proclamarono il nuovo imperatore romano nello stesso Massimino.

#### Seconda fase: l'anarchia militare ed i ripetuti sfondamenti del limes settentrionale (235-253)

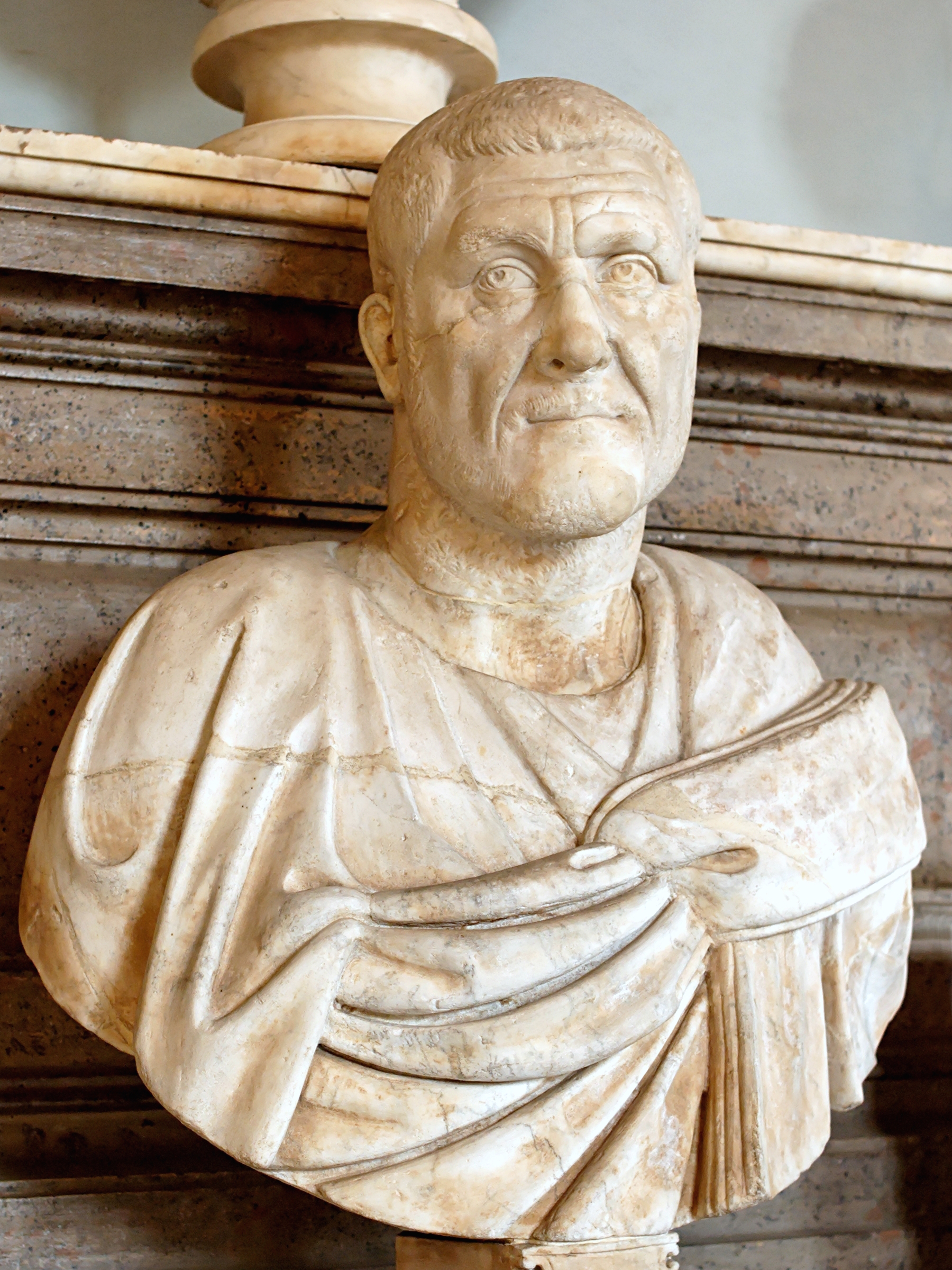
Con l'imperatore Massimino Trace ebbe inizio il turbolento periodo dell'anarchia militare, che sarebbe terminato soltanto cinquant'anni dopo con Diocleziano.

La pressione dei barbari lungo le frontiere settentrionali e quella, contemporanea, dei Sasanidi in Oriente, si erano non solo intensificate, ma avevano diffuso la sensazione che l'impero fosse totalmente accerchiato dai nemici. Si rivelavano ormai inefficaci gli strumenti della diplomazia tradizionale, usati fin dai tempi di Augusto e basati sulla minaccia dell'uso della forza e sulla fomentazione di dissidi interni alle diverse tribù ostili per tenerle impegnate le une contro le altre. Si rendeva necessario ricorrere immediatamente alla forza, schierando armate tatticamente superiori e capaci di intercettare il più rapidamente possibile ogni possibile via di invasione dei barbari; la strategia era però resa difficoltosa dal dover presidiare immensi tratti di frontiera con contingenti militari per lo più scarsi. Molti degli imperatori che vennero via via proclamati dalle legioni nell'arco di venticinque anni non riuscirono neppure a metter piede a Roma, né tanto meno, durante i loro brevissimi regni, a intraprendere riforme interne, poiché permanentemente occupati a difendere il trono imperiale dagli altri pretendenti a il territorio dai nemici esterni.
235-236Massimino Trace, che riteneva fosse una priorità dell'Impero la guerra "antigermanica", continuò a combattere gli Alemanni, riuscendo non solo a respingere le loro incursioni lungo il limes germanico-retico, ma anche a penetrare profondamente in Germania per circa 300-400 miglia romane (450-600 chilometri) e a battere sul loro terreno le armate alemanne, nella regione del Württemberg e Baden. Campagne archeologiche di scavo, condotte dal 2008 al 2011, hanno rivelato tracce di uno scontro militare tra l'armata romana (composta anche dalla legio IV Flavia Felix) ed i Germani presso l'Harzhorn, nell'area boschiva nei pressi di Kalefeld (in Bassa Sassonia), databile al 235.
(Historia Augusta - I due Massimini, 11.7-9 e 12.1.)
A questa campagna apparterrebbero alcune vestigia archeologiche, che testimoniano le devastazioni compiute anche lungo il limes del Norico Per questi motivi ricevette dal Senato l'appellativo di "Germanicus maximus", mentre sulle monete appare la dicitura "Victoria Germanica".

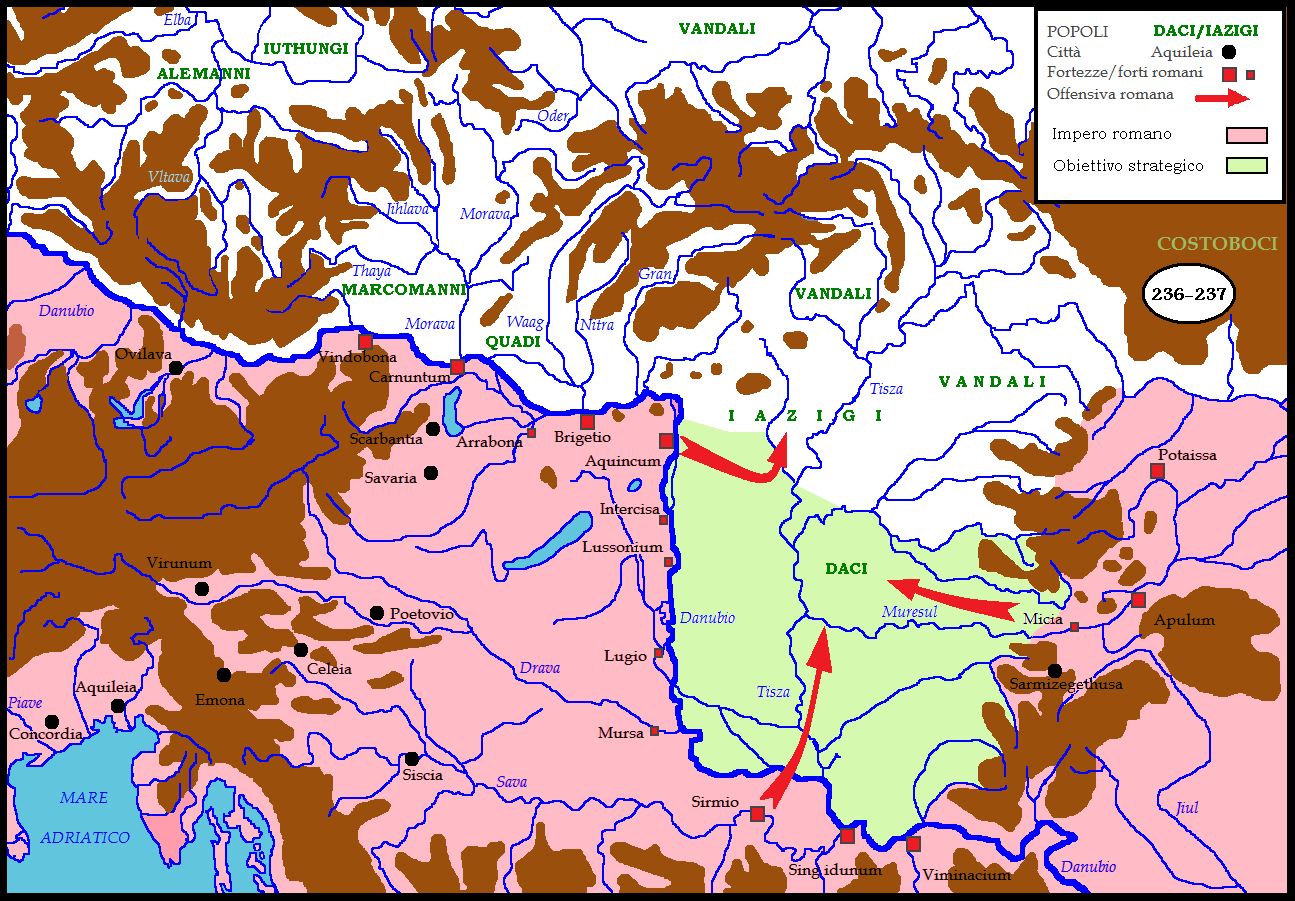
Le operazioni militari di Massimino il Trace in Sarmatia, contro Iazigi e Daci liberi.

236-237Massimino Trace, una volta pacificato il settore germanico-retico, condusse nuove campagne contro i sarmati Iazigi della piana del Tibisco, che avevano provato ad attraversare il Danubio dopo circa un cinquantennio di pace lungo le loro frontiere. Egli aveva un sogno: quello di emulare il grande Marco Aurelio e conquistare la libera Germania Magna. Il suo quartier generale fu posto a Sirmio, al centro del fronte pannonico inferiore e dacico. Così infatti riporta la Historia Augusta:
(Historia Augusta - I due Massimini, 13.3.)
Al termine di queste operazioni fu conferito a Massimino l'appellativo prima di "Dacicus maximus" e poi di "Sarmaticus maximus".
Nel corso del 236, fu respinta un'incursione di Carpi e Goti, culminata con una battaglia vittoriosa per le armate romane di fronte ad Histropolis. Ciò potrebbe significare che, attorno a questa data, i Goti avevano già occupato la zona della Dacia libera a nord dei Carpazi, fino alla foce del Danubio ed alle coste del Mar Nero, incluse le città di Olbia e Tyras.

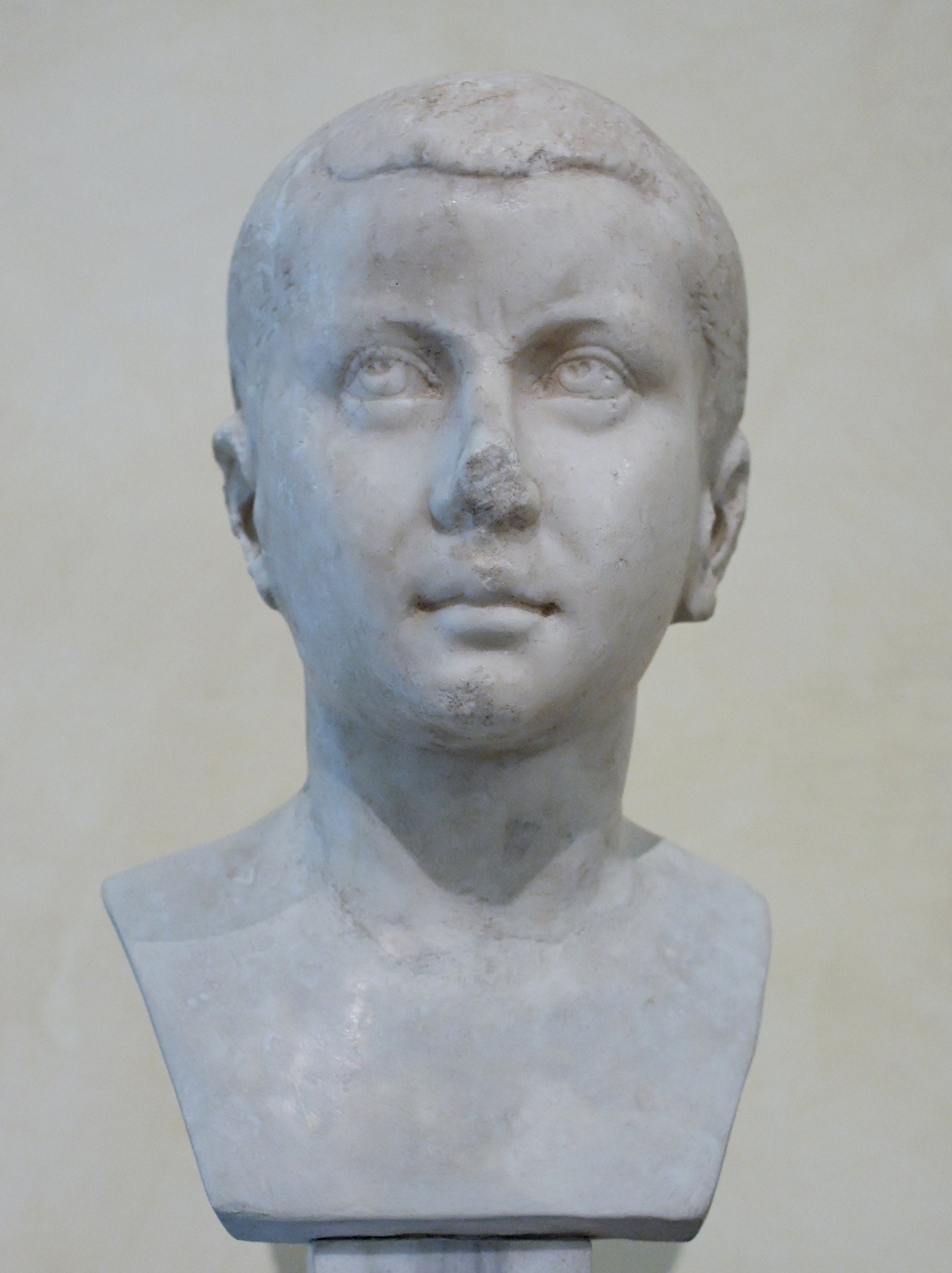
Busto di Gordiano III presso i Musei Capitolini.

238A una nuova incursione dei Goti che avevano attraversato il basso corso del Danubio, sembra sia andato incontro l'imperatore Decimo Celio Calvino Balbino. Questa incursione vide i barbari saccheggiare e sterminare la popolazione di Histropolis, mentre la tribù di stirpe dacica dei Carpi, passò il Danubio più a monte, sempre lungo i confini della Mesia inferiore. Il governatore provinciale, un certo Tullio Menofilo, riuscì a trattare con i Goti offrendo loro un sussidio in cambio della restituzione dei prigionieri in precedenza catturati, mentre riuscì a respingere i Carpi, dopo aver raccolto una consistente armata.
242-243Sotto il giovane Gordiano III, il prefetto del pretorio Timesiteo riuscì a battere una coalizione di Carpi, Goti e Sarmati lungo le frontiere della Mesia inferiore. La Historia Augusta narra infatti:
(Historia Augusta - Gordiano III, 26.3-4.)
E sempre in questi anni, durante le campagne orientali di Gordiano III, potrebbero essersi verificati nuovi sfondamenti del Limes germanico-retico ad opera degli Alemanni, come risulterebbe da alcuni ritrovamenti archeologici nei pressi del forte di Künzing.
245-247I Carpi della Dacia libera ripresero a compiere incursioni al di là del Danubio, nel territorio della Mesia inferiore, dove né un certo Severiano, né il governatore provinciale poterono fermare gli invasori. Alla fine del primo anno di guerra, dovette intervenire lo stesso imperatore Filippo l'Arabo, il quale nel 246 riportò un grande successo contro le genti germaniche dei Quadi lungo il fronte pannonico, grazie al quale gli fu attribuito l'appellativo di "Germanicus maximus". Nel 247, l'offensiva romana riprese lungo il fronte del basso corso danubiano contro i Carpi, tanto che gli furono tributati nuovi onori e l'appellativo di "Carpicus maximus".
È proprio a questo periodo che apparterrebbe l'istituzione di un comando militare generale e centralizzato per l'intera frontiera del medio e basso Danubio che avrebbe dovuto comprendere, pertanto, le province di Pannonia inferiore, Mesia superiore ed inferiore, oltre alle Tre Dacie, a Sirmio. A capo di questo distretto militare fu posto Tiberio Claudio Marino Pacaziano.
248Una nuova incursione di Goti, ai quali era stato rifiutato il contributo annuale promesso da Gordiano III, e di Carpi loro associati, portò ancora una volta devastazione nella provincia di Mesia inferiore.
(Giordane, De origine actibusque Getarum, XVI, 1-3.)
L'invasione alla fine fu quindi fermata dal generale di Filippo l'Arabo, Decio Traiano, futuro imperatore, presso la città di Marcianopoli, che era rimasta sotto assedio per lungo tempo. La resa fu anche possibile grazie a una tecnica ancora rudimentale da parte dei Germani in fatto di macchine d'assedio e probabilmente, come suggerisce Giordane, «dalla somma versata loro dagli abitanti».

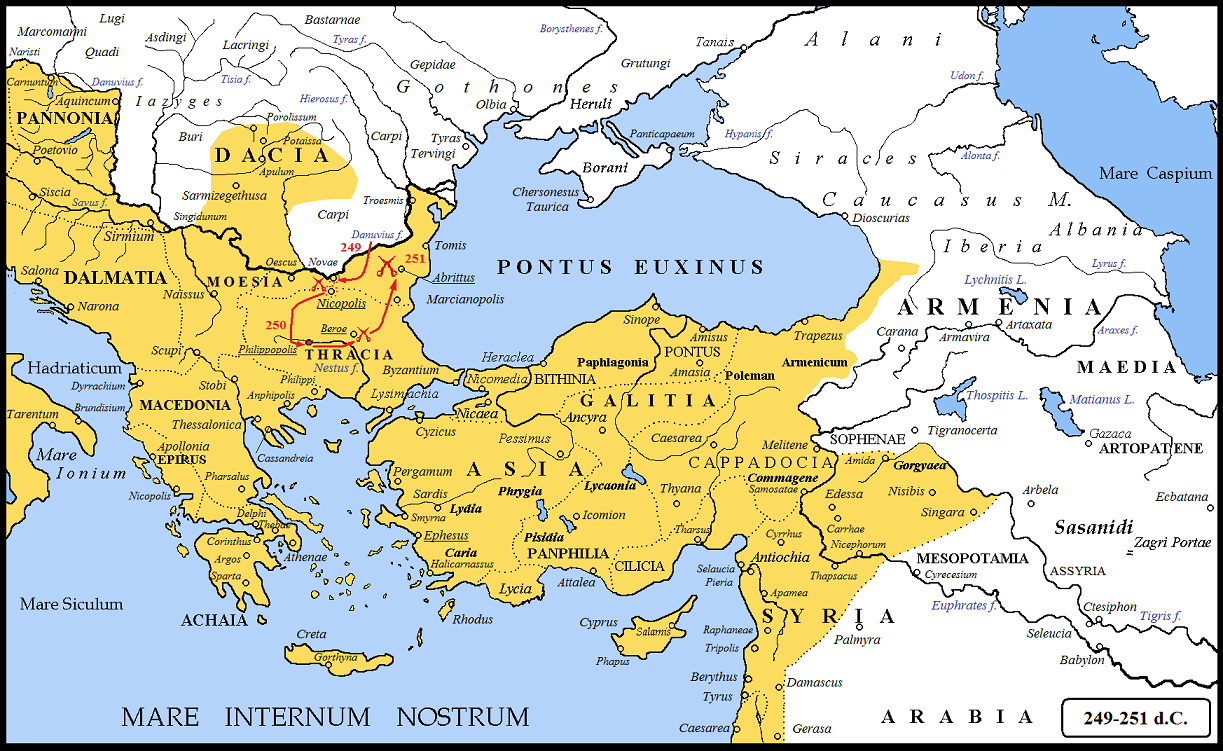
Invasioni dei Carpi e Goti di Cniva negli anni 249-251.

249Decio, proclamato imperatore dalle armate pannonico-mesiche, si diresse in Italia, portando con sé buona parte delle truppe di confine, e presso Verona riuscì a battere l'esercito di Filippo l'Arabo, che morì insieme a suo figlio. Ma l'aver sguarnito le difese dell'area balcanica permise, ancora una volta, a Goti e Carpi di riversarsi nelle province di Dacia, Mesia inferiore e Tracia. Sembra infatti che i Goti, una volta passato il Danubio ghiacciato, si divisero in due colonne di marcia. La prima orda si spinse in Tracia fino a Filippopoli (l'odierna Plovdiv), dove assediarono il governatore Tito Giulio Prisco; la seconda, più numerosa (si parla di ben settantamila uomini) e comandata da Cniva, si spinse in Mesia inferiore, fino sotto le mura di Novae.
250Decio fu costretto a fare ritorno sulla frontiera del basso Danubio, per affrontare l'invasione compiuta l'anno precedente dei Goti di Cniva. Si trattava di un'orda di dimensioni fino ad allora mai viste, coordinata inoltre con i Carpi che assalirono la provincia di Dacia. Cniva, respinto da Treboniano Gallo presso Novae, condusse le sue armate sotto le mura di Nicopoli. Frattanto Decio, venuto a conoscenza della difficile situazione in cui si trovava l'intero fronte balcanico-danubiano, decise di accorrere personalmente: prima di tutto sconfisse e respinse dalla provincia dacica i Carpi, tanto che all'imperatore furono tributati gli appellativi di "Dacicus maximus", e "Restitutor Daciarum" ("restauratore della Dacia").
L'imperatore era ora deciso a sbarrare la strada del ritorno ai Goti in Tracia e ad annientarli per evitare potessero ancora riunirsi e sferrare nuovi attacchi futuri, come narra Zosimo. Lasciato Treboniano Gallo a Novae, sul Danubio, riuscì a sorprendere ed a battere Cniva mentre questi stava ancora assediando la città mesica di Nicopoli. Le orde barbariche riuscirono però ad allontanarsi e, dopo aver attraversato tutta la Penisola balcanica, attaccarono la città di Filippopoli. Decio, deciso ad inseguirli, subì però una cocente sconfitta presso Beroe Augusta Traiana (l'attuale Stara Zagora).
(Giordane, De origine actibusque Getarum, XVIII, 2.)
La sconfitta inflitta a Decio fu tanto pesante da impedire all'imperatore non solo la prosecuzione della campagna, ma soprattutto la possibilità di salvare Filippopoli che, caduta in mano ai Goti, fu saccheggiata e data alle fiamme. Del governatore della Tracia, Tito Giulio Prisco, che aveva tentato di proclamarsi imperatore, nessuno seppe più nulla.
251Al principio dell'anno la monetazione imperiale celebrò una nuova "vittoria germanica", in seguito alla quale Erennio Etrusco fu proclamato augusto insieme al padre Decio. I Goti, che avevano trascorso l'inverno in territorio romano, in seguito a questa sconfitta offrirono la restituzione del bottino e dei prigionieri a condizione di potersi ritirare indisturbati. Ma Decio, che aveva ormai deciso di distruggere quest'orda di barbari, preferì rifiutare le proposte di Cniva e sul cammino del ritorno dispose le sue armate ed impegnò il nemico a battaglia nei pressi di Abrittus, in Dobrugia. Qui i Goti, pur stremati, riuscirono a infliggere una cocente sconfitta all'esercito romano (luglio del 251), uccidendo persino l'imperatore ed il figlio maggiore, Erennio Etrusco. Era la prima volta che un imperatore romano cadeva in battaglia contro un nemico straniero. Questa la tragica narrazione degli eventi di Giordane:
(Giordane, De origine actibusque Getarum, XVIII, 3.)
Rimase imperatore il figlio minore, Ostiliano, il quale fu a sua volta adottato dall'allora legato delle due Mesie, Treboniano Gallo, a sua volta acclamato imperatore in quello stesso mese. Gallo, accorso sul luogo della battaglia, concluse una pace poco favorevole con i Goti di Cniva: non solo permise loro di tenersi il bottino, ma anche i prigionieri catturati a Filippopoli, molti dei quali di ricche famiglie nobili. Inoltre, furono loro garantiti sussidi annui, dietro alla promessa di non rimettere più piede sul suolo romano.
252A partire da questa data i Quadi tornarono ad attaccare in modo crescente il limes pannonico, nella zona di fronte alla fortezza legionaria di Brigetio.
253Una nuova ondata di Goti, Borani, Carpi ed Eruli portò distruzione fino a Pessinunte ed Efeso via mare, e poi via terra fino ai territori della Cappadocia. Questo è quanto tramanda Zosimo:
(Zosimo, Storia nuova, I.26.)
E mentre Emiliano, allora governatore della Mesia inferiore, era costretto a ripulire i territori romani a sud del Danubio dalle orde dei barbari, scontrandosi vittoriosamente ancora una volta con il capo dei Goti, Cniva (primavera del 253) e ottenendo grazie a questi successi il titolo di imperatore, ne approfittarono le armate dei Sasanidi di Sapore I, che provocarono un contemporaneo sfondamento del fronte orientale, penetrando in Mesopotamia e Siria fino ad occupare la stessa Antiochia.

#### Terza fase: la diarchia di Valeriano in Oriente e Gallieno in Occidente (254-260)
| Valeriano: antoniniano                                      | Valeriano: antoniniano                                                              |
| ----------------------------------------------------------- | ----------------------------------------------------------------------------------- |
|                                                             |                                                                                     |
| IMP P LIC VALERIANO AVG, testa con corona, indossa corazza; | VICTORIA GERMANICA, la Vittoria in piedi verso sinistra, con uno scudo e una palma. |
| 21 mm, 3.90 g, coniato nel 253                              |                                                                                     |

Le continue scorrerie da parte dei barbari nei vent'anni successivi alla fine della dinastia dei Severi avevano messo in ginocchio l'economia ed il commercio dell'Impero romano. Numerose fattorie e raccolti erano stati distrutti, se non dai barbari, da bande di briganti e dalle armate romane alla ricerca di sostentamento, durante le campagne militari combattute sia contro i nemici esterni, sia contro quelli interni (usurpatori alla porpora imperiale). La scarsità di cibo generava, inoltre, una domanda superiore all'offerta di derrate alimentari, con evidenti conseguenze inflazionistiche sui beni di prima necessità. A tutto ciò si aggiungeva un costante reclutamento forzato di militari, a danno della manovalanza impiegata nelle campagne agricole, con conseguente abbandono di numerose fattorie e vaste aree di campi da coltivare. Questa impellente richiesta di soldati, a sua volta, aveva generato un'implicita corsa al rialzo del prezzo per ottenere la porpora imperiale. Ogni nuovo imperatore o usurpatore era costretto, pertanto, ad offrire al proprio esercito crescenti donativi e paghe sempre più remunerative, con grave danno per l'erario imperiale, spesso costretto a coprire queste spese straordinarie con la confisca di enormi patrimoni di cittadini privati, vittime in questi anni di proscrizioni "di parte". Queste difficoltà costrinsero il nuovo imperatore, Valeriano, a spartire con il figlio Gallieno l'amministrazione dello Stato romano, affidando a quest'ultimo la parte occidentale e riservando per sé quella orientale, come in passato era già avvenuto con Marco Aurelio e Lucio Vero (161-169).
254Al principio dell'anno, o sul finire del precedente, una nuova incursione di Goti devastò la regione di Tessalonica: i Germani non riuscirono ad espugnare la città, che però, solo a stento e con molta fatica, fu liberata dalle armate romane del nuovo imperatore Valeriano. Il panico fu così grande che gli abitanti dell'Acaia decisero di ricostruire le antiche mura di Atene e di molte altre città del Peloponneso.
Franchi e Alemanni furono fermati nel corso di un loro tentativo di sfondamento del limes romano dal giovane cesare Gallieno, il quale si meritò per questi successi l'appellativo di "Restitutor Galliarum" e di "Germanicus maximus". Il suo merito fu l'aver contenuto almeno in parte i pericoli, grazie a un accordo con uno dei capi dei Germani, che si impegnò ad impedire agli altri barbari di attraversare il Reno e ad opporsi così a nuovi invasori.
255I Goti ripresero gli attacchi, questa volta via mare, lungo le coste dell'Asia Minore, dopo aver requisito numerose imbarcazioni al Bosforo Cimmerio, alleato di Roma. I primi ad impadronirsi di queste imbarcazioni furono però i Borani che, percorrendo le coste orientali del Mar Nero, si spinsero fino all'estremità dell'Impero romano, presso la città di Pityus, che per sua fortuna era dotata di una cinta di mura molto solide e di un porto ben attrezzato. Qui furono respinti grazie alla vigorosa resistenza da parte della popolazione locale, organizzata per l'occasione dall'allora governatore Successiano.
I Goti, invece, partiti con le loro navi dalla penisola di Crimea, raggiunsero la foce del fiume Fasi (che si trova nella regione di Guria in Georgia, nelle vicinanze dell'attuale città di Sukhumi); avanzarono anch'essi verso Pityus, che riuscirono questa volta ad occupare, anche perché Successiano, promosso prefetto del Pretorio, aveva seguito l'imperatore Valeriano ad Antiochia. La grande flotta proseguì quindi fino a Trapezunte, riuscendo ad occupare anche questa importante città, protetta da una duplice cinta muraria e da diverse migliaia di armati, come racconta Zosimo:

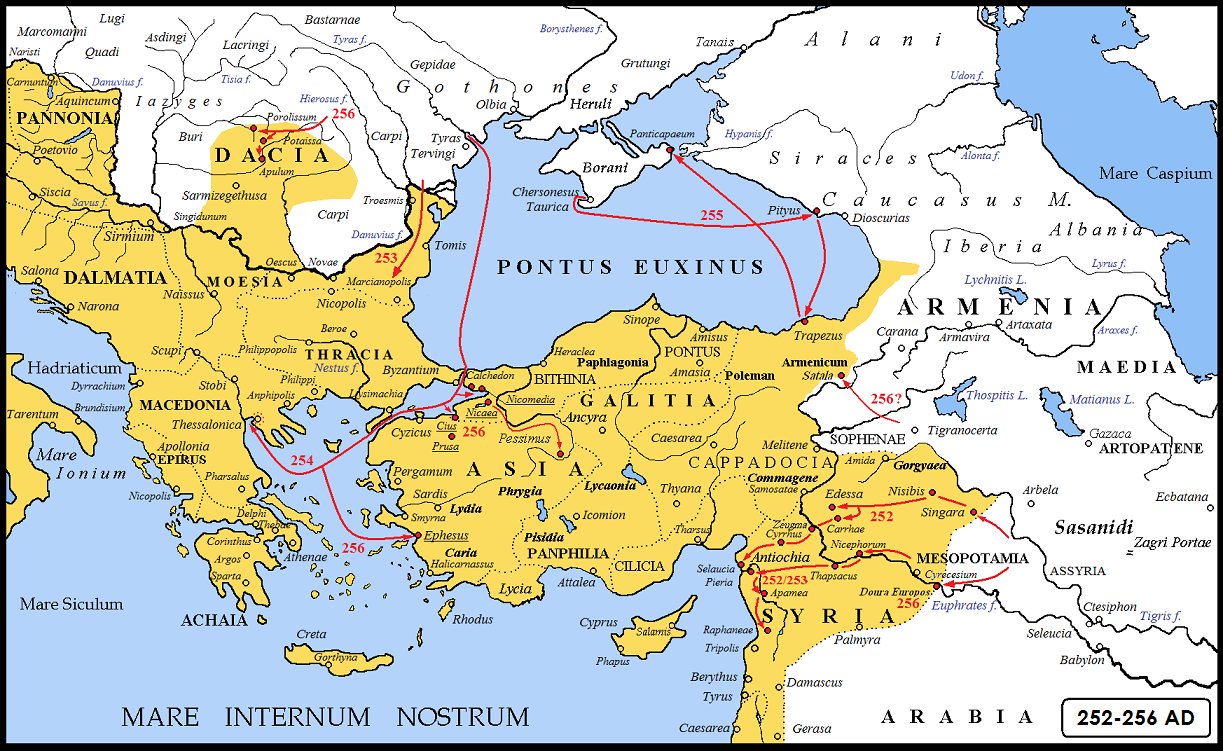
Invasioni barbariche di Goti, Borani, Carpi, contemporanee a quelle dei Sasanidi di Sapore I, degli anni 252-256, durante il regno di Valeriano e Gallieno.

(Zosimo, Storia nuova, I, 33.)
Carichi ormai di un enorme bottino, sulla strada del ritorno saccheggiarono anche la città di Panticapeo, nell'attuale Crimea, interrompendo i rifornimenti di grano necessari ai Romani in quella regione. La situazione era così grave da costringere Gallieno ad accorrere lungo i confini danubiani per riorganizzare le forze dopo questa devastante invasione, come testimonierebbe un'iscrizione proveniente dalla fortezza legionaria di Viminacium.
256Non passò molto tempo che una nuova invasione di Goti percorse il Mar Nero, ancora via mare ma questa volta verso la costa occidentale, avanzando fino al lago di Fileatina (l'attuale Derkos) ad occidente di Bisanzio. Da qui proseguirono fin sotto le mura di Calcedonia. La città fu depredata di tutte le sue grandi ricchezze, benché, riferisce Zosimo, la guarnigione superasse il numero degli assalitori Goti. Molte altre importanti città della Bitinia, come Prusa, Apamea e Cio furono saccheggiate dalle armate gotiche, mentre Nicomedia e Nicea furono date alle fiamme.

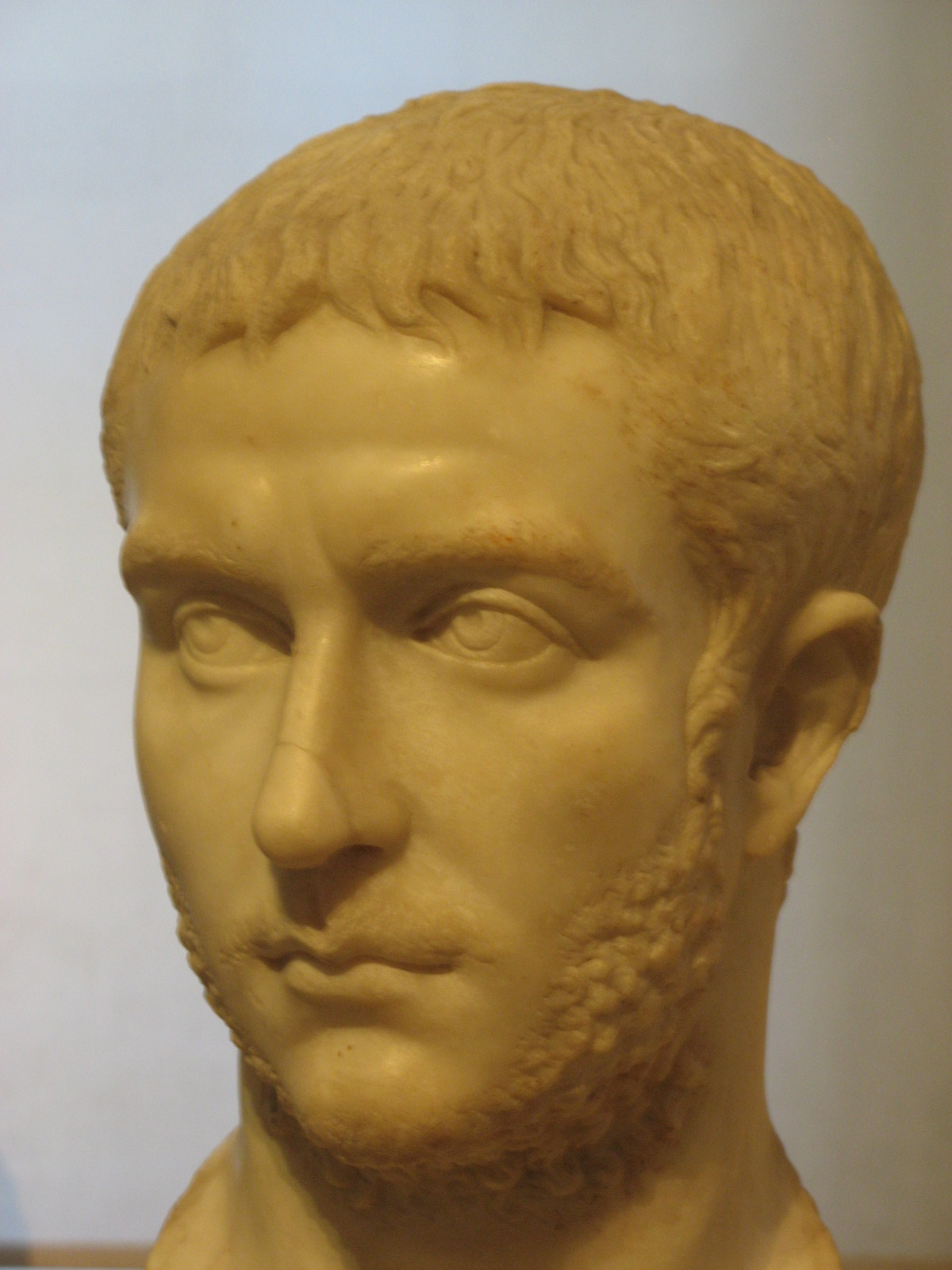
L'imperatore Gallieno, figlio di Valeriano, che regnò dal 253 al 268 si trovò a fronteggiare uno nei periodi più terribili delle invasioni barbariche.

Contemporaneamente buona parte dei territori del Nord della provincia delle Tre Dacie (vale a dire tutta la Dacia Porolissensis e parte della Dacia Superiore) andarono perduti a seguito a una nuova invasione di Goti e Carpi. Infatti, una volta attraversata la catena montuosa dei Carpazi, gli invasori riuscirono a cacciare i Romani dalla zona settentrionale, con la sola eccezione delle zone più meridionali e prossime al Danubio (ovvero le attuali regioni dell'Oltenia e della Transilvania). Questi eventi sono stati tramandati da un breve passo di Eutropio e confermati dai numerosi scavi archeologici della zona, che testimoniano una totale cessazione delle iscrizioni e delle monete romane nel nord del Paese a partire proprio dal 256. È inoltre attestata la presenza di alcuni ufficiali delle legioni V Macedonica e XIII Gemina nei pressi di Poetovio, a conferma di un principio di "svuotamento" delle guarnigioni delle Tre Dacie a vantaggio della vicina Pannonia. Tuttavia la resistenza romana alle invasioni di Goti e Carpi nel sud della provincia fu celebrata l'anno successivo, quando a Gallieno fu attribuito l'appellativo di "Dacicus maximus".
257Valeriano, preoccupato per l'invasione dei Goti dell'anno precedente, inviò un esercito di soccorso, comandato da Lucio Mummio Felice Corneliano ed alle cui dipendenze sembra ci fosse il futuro imperatore Aureliano, per meglio difendere l'importante roccaforte di Bisanzio; l'imperatore, a sua volta, si diresse in Cappadocia e in Bitinia per portar soccorso alle popolazioni di questa provincia. Tuttavia, l'arrivo di Valeriano non sortì alcun effetto, poiché il riaccendersi di un'epidemia di peste e l'avanzata persiana degli anni precedenti aveva gettato l'oriente romano nel più grande sconforto. È anche probabile che i vari assalti condotti con successo da parte dei barbari abbiano generato in Sapore I la consapevolezza che un attacco ben programmato e contemporaneo da parte del re dei Sasanidi avrebbe permesso alle sue armate di dilagare nelle province orientali romane, con il proposito di congiungersi ai Goti stessi provenienti dalle coste del Mar Nero.
Il fronte renano della Germania inferiore fu sconvolto da nuovi attacchi dei Franchi, i quali riuscirono a spingersi fino a Mogontiacum, dove furono fermati dall'accorrente legio VI Gallicana, di cui era tribuno militare il futuro imperatore Aureliano. Lo stesso Gallieno, lasciato l'Illirico a marce forzate, accorse in Occidente, riuscendo a battere le orde franche probabilmente nei pressi di Colonia e comunque dopo aver ripulito l'intera sponda sinistra del Reno dalle armate dei barbari.
258Ancora i Franchi, che l'anno precedente avevano sfondato il limes della Germania inferiore, compirono una nuova incursione, incuneandosi nei territori imperiali di fronte a Colonia per poi spingersi fino alla Spagna (dove saccheggiarono Tarragona,), fino a Gibilterra e alle coste della Mauretania romana. L'invasione sembra fu, ancora una volta, respinta come risulta della monetazione del periodo, secondo la quale Gallieno ottenne il titolo vitorioso di Germanicus Maximus per la quinta volta.

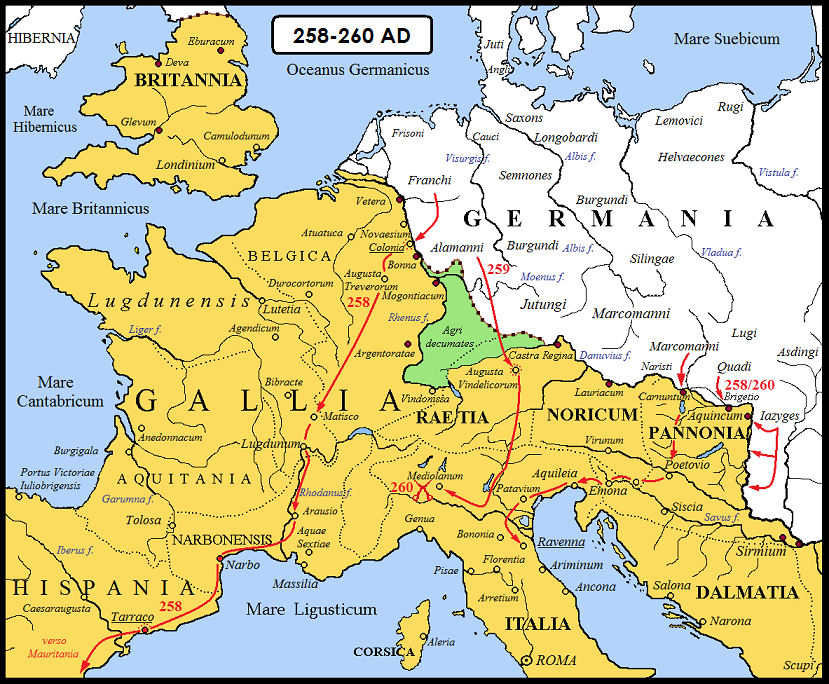
Invasioni in Occidente di Franchi, Alemanni, Marcomanni, Quadi, Iazigi e Roxolani degli anni 258-260.

258-260Quadi, Marcomanni, Iazigi e Roxolani furono responsabili della grande catastrofe che colpì il limes pannonico in questi anni (la stessa Aquincum e l'importante forte di Intercisa furono saccheggiati), con lo spopolamento delle campagne dell'intera provincia. Nello stesso periodo, Eutropio racconta di una nuova incursione germanica (forse di Marcomanni) che raggiunse Ravenna prima di essere fermata, proprio mentre l'imperatore Valeriano era impegnato sul fronte orientale contro i Sasanidi di Sapore I.
Sempre in questo periodo, Gallieno concesse ad alcune tribù di Marcomanni di insediarsi nella Pannonia romana a sud del Danubio, probabilmente per ripopolare le campagne devastate dalle invasioni dei decenni precedenti, e - cosa curiosa - contrasse un matrimonio secondario con la figlia di un loro principe.
(Sesto Aurelio Vittore, De Vita et Moribus Imperatorum Romanorum, 33.6.)

#### Quarta fase: stati secessionisti e apice della crisi (260-268)
A partire dal 260, e fino al 274 circa, l'Impero romano subì la secessione di due vaste aree territoriali, che però ne permisero la sopravvivenza. Ad ovest gli usurpatori dell'Impero delle Gallie, come Postumo (260-268), Leliano (268), Marco Aurelio Mario (268-269), Vittorino (269-271), Domiziano II (271) e Tetrico (271-274), riuscirono a difenderne i confini delle province di Britannia, Gallia e Spagna. Scrive Eutropio:
(Eutropio, Breviarium ab urbe condita, 9, 11.)
Postumo era riuscito, infatti, a costituire un impero in Occidente, centrato sulle provincie della Germania inferiore e della Gallia Belgica e al quale si unirono poco dopo tutte le altre province galliche, britanniche, ispaniche e, per un breve periodo, anche quella di Rezia.

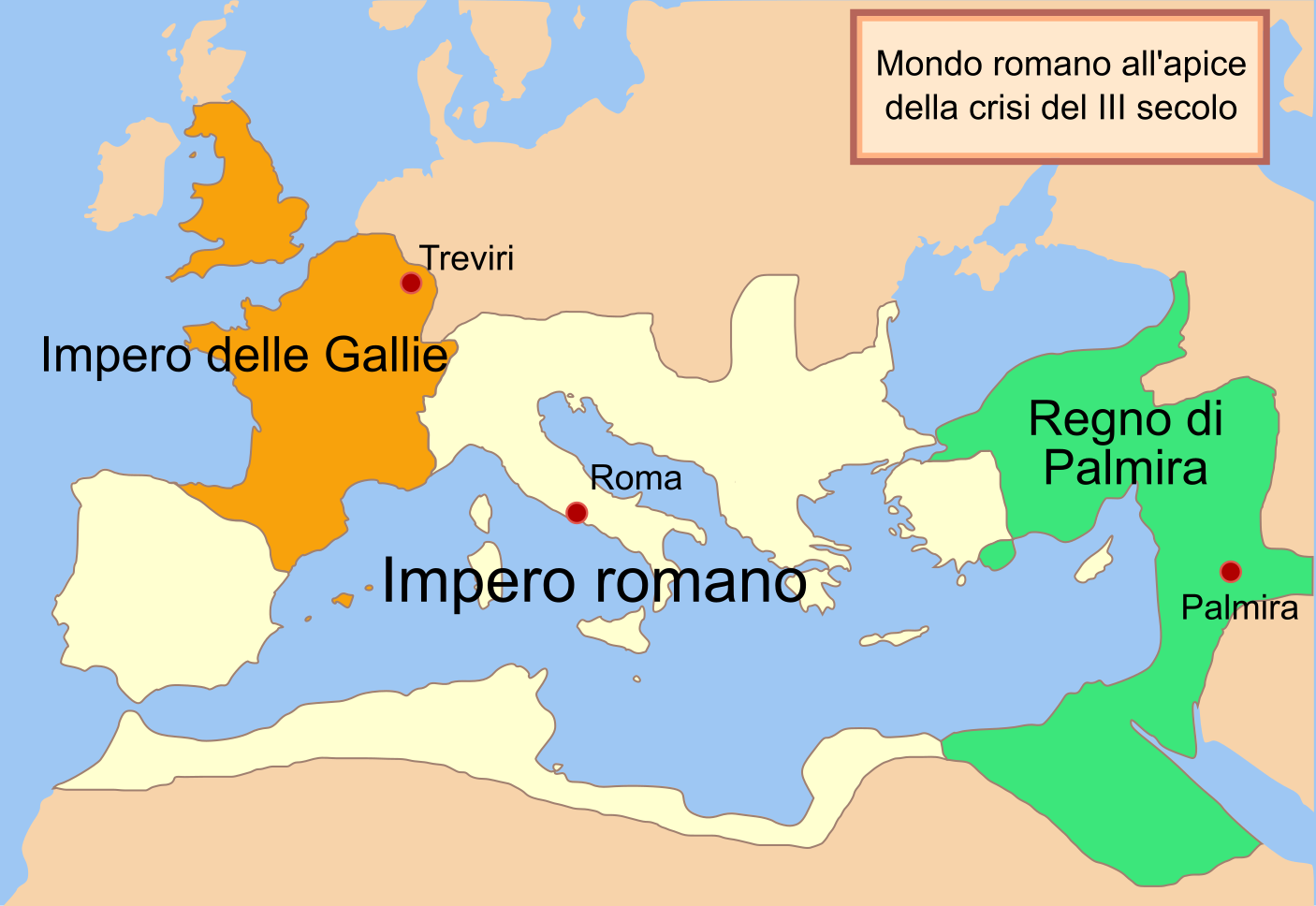
270 d.C.: L'Impero romano al centro, con l'Impero delle Gallie ad Occidente, il Regno di Palmira a Oriente.

Questi imperatori non solo formarono un proprio Senato presso il loro maggiore centro di Augusta Treverorum e attribuirono i classici titoli di console, Pontefice massimo o tribuno della plebe ai loro magistrati nel nome di Roma aeterna, ma assunsero anche la normale titolatura imperiale, coniando monete presso la zecca di Lugdunum, aspirando all'unità con Roma e, cosa ben più importante, non pensando mai di marciare contro gli imperatori cosiddetti "legittimi" (come Gallieno, Claudio il Gotico, Quintillo o Aureliano), che regnavano su Roma (vale a dire coloro che governavano l'Italia, le province africane occidentali fino alla Tripolitania, le province danubiane e dell'area balcaniche). Essi, al contrario, sentivano di dover difendere i confini renani ed il litorale gallico dagli attacchi delle popolazioni germaniche di Franchi, Sassoni ed Alemanni. L'Imperium Galliarum risultò, pertanto, una delle tre aree territoriali che permise di conservare a Roma la sua parte occidentale.
In Oriente fu invece il Regno di Palmira a subentrare a Roma nel governo delle province dell'Asia minore, di Siria ed Egitto, difendendole dagli attacchi dei Persiani, prima con Odenato (260-267), nominato da Gallieno "Corrector Orientis", e poi con la sua vedova secessionista, Zenobia (267-271).
260Nel corso di questo anno i territori che formavano una rientranza tra Reno e Danubio, a sud del cosiddetto limes germanico-retico (gli Agri decumates) furono abbandonati a vantaggio delle popolazioni sveve degli Alemanni. A questo anno sembrano infatti attribuibili i numerosi segni di distruzione lungo questo tratto di Limes a Kempten, Bregenz, Grenoble e Losanna e la riapertura della fortezza legionaria di Vindonissa e dei forti ausiliari di Augusta Raurica, Castrum Rauracense e la moderna Basilea. Non a caso l'iscrizione rinvenuta sull'altare di Augusta ricorda una vittoria contro le genti germaniche di Semnoni e Iutungi (aprile del 260), nell'anno in cui Postumo era già augusto e console insieme ad un certo Onoraziano. In questa occasione furono liberati migliaia di prigionieri italici dalle truppe accorse dalla Rezia e dalla Germania superiore e poste sotto il comando di Marco Simplicino Geniale.

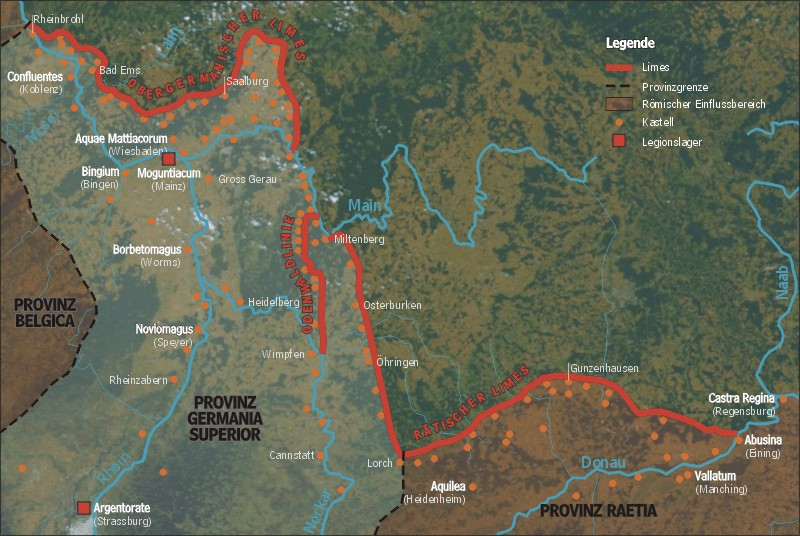
Il limes germano-retico, abbandonato attorno al 260.

Fu probabilmente Gallieno a decidere il definitivo abbandono di tutti i territori ad est del Reno ed a nord del Danubio, a causa delle continue invasioni delle tribù germaniche limitrofe degli Alemanni, ed alla contemporanea secessione della parte occidentale dell'impero, guidata dal governatore di Germania superiore ed inferiore, Postumo. Gli Alemanni, che avevano sfondato il limes retico e attraversato il Passo del Brennero, si erano spinti in Italia, dove furono intercettati e battuti dalle armate di Gallieno nei pressi di Milano. L'imperatore sembra non avesse potuto intervenire prima lungo il fronte germanico-retico a causa della contemporanea crisi orientale, che vide coinvolto il proprio padre, Valeriano, catturato dai Sasanidi di Sapore I nella tarda estate.
Contemporaneamente, lungo il Limes della Germania inferiore orde di Franchi riuscirono ad impadronirsi della fortezza legionaria di Castra Vetera e assediarono Colonia, risparmiando invece Augusta Treverorum (l'odierna Treviri). Altri si riversarono lungo le coste della Gallia e devastarono alcuni villaggi fino alle foci dei fiumi Senna e Somme.
261Una nuova incursione degli Alemanni nella zona della Mosella, fino ad Augusta Treverorum e a Metz fu fermata dalle armate di Postumo. La controffensiva romana fu, infatti, condotta dall'ex-governatore, ora reggente dell'Impero delle Gallie. Egli non solo respinse l'invasione degli Alemanni e dei Franchi più a nord, ma riuscì a rioccupare e fortificare nuovamente alcune postazioni ausiliarie avanzate nel territorio degli ex-Agri decumates, lungo la piana del fiume Neckar, meritandosi la proclamazione della "Victoria germanica". Per questi successi, egli assunse l'appellativo di "Restitutor Galliarum" ("restauratore delle Gallie"), decidendo inoltre di assoldare tra le file del suo esercito bande di soldati franchi appena sconfitti, per combattere contro i loro stessi "fratelli", come testimonia Aurelio Vittore.

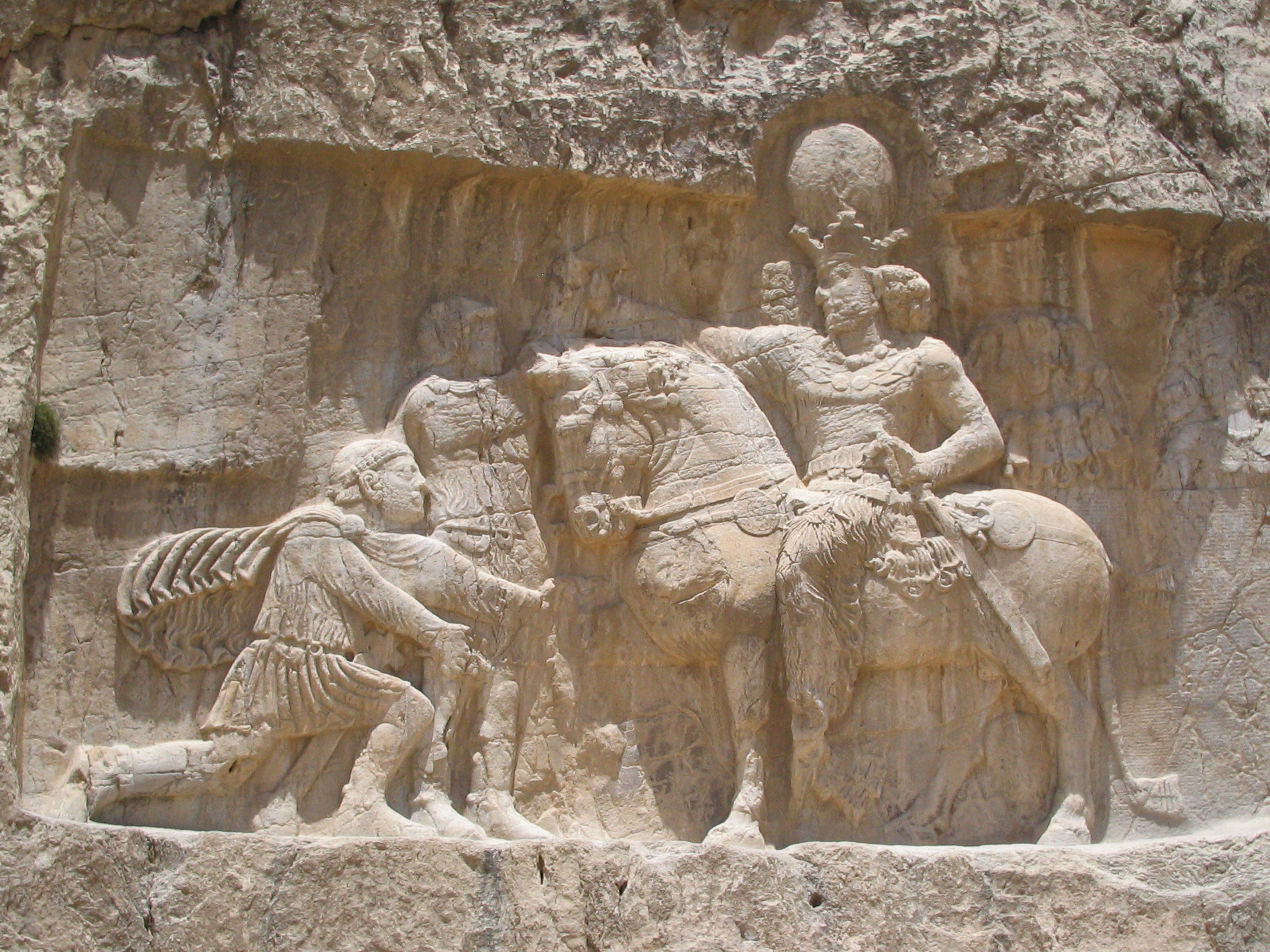
Rilievo a Naqsh-e Rostam raffigurante Sapore I che riceve la sottomissione dell'imperatore Valeriano, fatto prigioniero e raffigurato in ginocchio davanti allo shahanshah sasanide.

261-262La cattura di Valeriano da parte dei Persiani generò, oltre alla secessione ad occidente dell'Impero delle Gallie, una serie continua di usurpazioni, per lo più tra i comandanti delle provincie militari danubiane (periodo denominato dei "trenta tiranni"). Gallieno, costretto a combattere su più fronti contemporaneamente per difendere la legittimità del suo trono, impiegò buona parte delle armate preposte a difesa dei confini imperiali per contrastare molti di questi generali che si erano proclamati imperatori. Il risultato fu di lasciar sguarniti ampi settori strategici del limes, provocando una nuova invasione da parte dei Sarmati in Pannonia. E fu solo in seguito ad un successivo intervento dello stesso Gallieno, che gli invasori furono respinti.
(Historia Augusta - Due Gallieni, 4.7-8.)
262I Goti compirono una nuova incursione via mare lungo le coste del Mar Nero, riuscendo a saccheggiare Bisanzio, l'antica Ilio ed Efeso.
(Zosimo, Storia nuova, I, 39.1.)
264Secondo la Historia Augusta, mentre in Oriente Odenato era riuscito a respingere i Persiani fino alle mura della propria capitale, Ctesifonte, i Goti
(Historia Augusta - Due Gallieni, 11.1.)
fine del 267-inizi del 268 Una nuova e immensa invasione da parte dei Goti, unitamente a Peucini, agli "ultimi arrivati" nella regione dell'attuale mar d'Azov, gli Eruli, ed a numerosi altri popoli prese corpo dalla foce del fiume Tyras (presso l'omonima città) e diede inizio alla più sorprendente invasione di questo terzo secolo, che sconvolse le coste e l'entroterra delle province romane di Asia Minore, Tracia e Acaia affacciate sul Ponto Eusino e sul Mar Egeo.

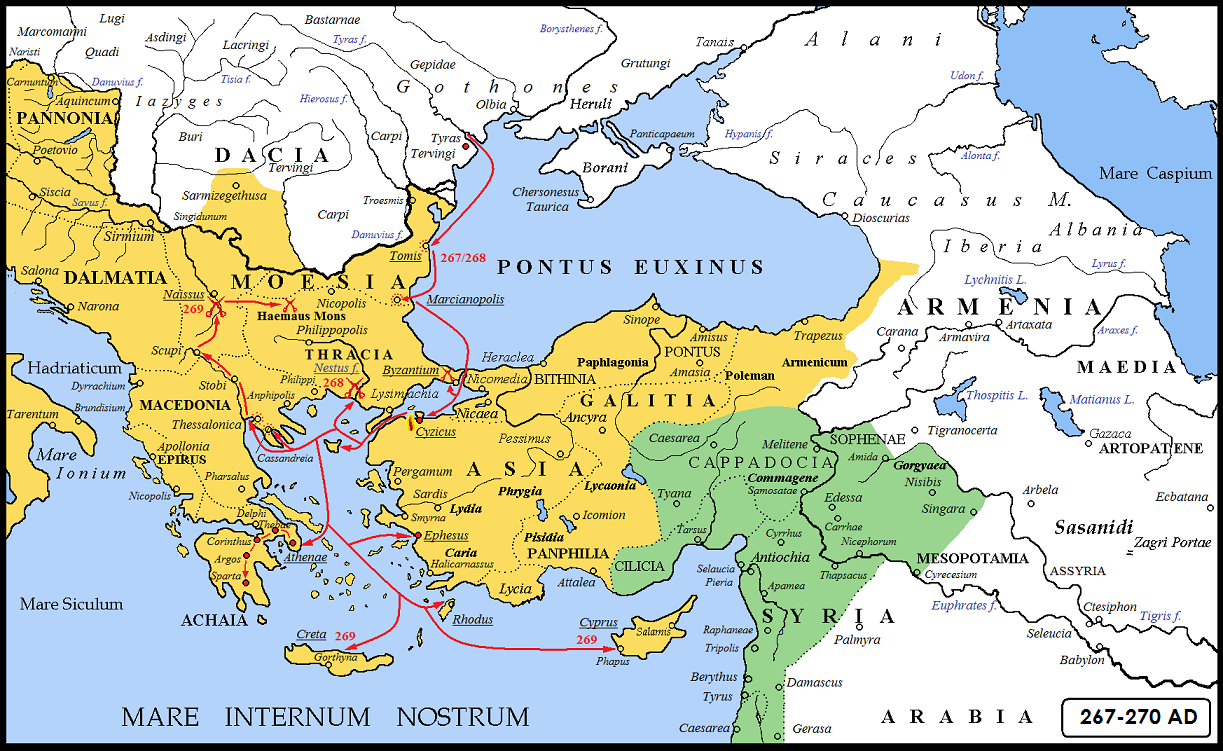
L'invasione delle genti gotiche del 267/268-270 durante i regni di Gallieno e Claudio il Gotico. In colore verde il regno di Palmira della regina Zenobia e Vaballato.

(Historia Augusta - I due Gallieni, 13.6-7.)
(Historia Augusta - Claudio II il Gotico, 6.2-8.1.)
Sembra che i barbari diedero per prima cosa l'assalto alla città di Tomi, ma furono respinti. Proseguirono invadendo la Mesia e la Tracia fino a raggiungere Marcianopoli. Dopo aver fallito anche questo secondo obbiettivo, continuarono la loro navigazione verso sud, ma arrivati negli stretti della Propontide subirono numerose perdite a causa di una violenta tempesta che si era abbattuta su di loro.
Volte le loro vele verso Cizico, che assediarono senza successo, subirono presso Bisanzio un'iniziale sconfitta da parte dell'esercito romano accorrente, ma l'incursione dei barbari continuò fino a costeggiare l'Ellesponto e a giungere al Monte Athos. Ricostruite alcune delle loro navi distrutte dalla precedente tempesta, si divisero in almeno tre colonne:
1. una prima si diresse verso ovest, assediando senza successo prima Cizico, poi saccheggiando le isole di Imbro e Lemno,[151] occupando la futura città di Crisopoli (di fronte a Bisanzio), proseguendo fin sotto le mura di Cassandreia e poi di Tessalonica,[152] e portando devastazione anche nell'entroterra della provincia di Macedonia.[153]
2. una seconda armata, giunta in prossimità della foce del fiume Nestus o Nessos, tentò di risalirlo verso nord, ma fu intercettata dalle armate romane e subì una cocente sconfitta ad opera dello stesso Gallieno, accorso per l'occasione. Si racconta, infatti, che Gallieno riuscì a battere le orde dei barbari, tra cui certamente i Goti, uccidendone un gran numero (primavera del 268). In seguito a questi eventi offrì al capo degli Eruli, Naulobato, gli "ornamenta consularia", dopo che il suo popolo (identificabile con gli "Sciti" della Historia Augusta), formato un convoglio di carri, aveva tentato di fuggire attraverso il monte Gessace (gli attuali Monti Rodopi)[151][154] Subito dopo Gallieno fu costretto a tornare in Italia per assediare a Milano l'usurpatore Aureolo, che aveva tentato di usurpargli il trono.[155][156]
3. una terza si diresse verso sud lungo le coste dell'Asia minore, della Tessaglia e dell'Acaia, dove i barbari riuscirono a saccheggiare Sparta, Argo, Corinto e Tebe. Lo storico Dessippo racconta, nella sua Cronaca, di essere riuscito egli stesso nell'impresa di respingere un primo attacco alle mura della città di Atene.[27][157]

(Historia Augusta - I due Gallieni, 6.1-2.)
268Nel corso di questo anno gli Alemanni riuscirono ancora una volta a penetrare nell'Italia settentrionale attraverso il passo del Brennero, approfittando dell'assenza dell'esercito romano, impegnato a fronteggiare sia la devastante invasione dei Goti in Mesia, Acaia, Macedonia, Ponto ed Asia, sia l'usurpatore Aureolo, che si era fortificato a Milano. L'accorrere successivo dell'esercito romano di Claudio II il Gotico (il nuovo imperatore che aveva assistito alla capitolazione di Aureolo), costrinse gli Alemanni ad interrompere le loro scorrerie ed a trattare il loro ritiro dal suolo italico. Il mancato accordo costrinse Claudio a combatterli: riportò la vittoria decisiva in novembre, nella battaglia del lago Benaco (il lago di Garda) che, come racconta Aurelio Vittore, permise la loro definitiva cacciata dall'Italia settentrionale con gravissime perdite. Si racconta, infatti, che più della metà dei barbari perirono nel corso della battaglia.

#### Quinta fase: la riunione del vecchio impero (269-275)
A partire dallo stesso Claudio il Gotico, ma soprattutto con il successore, Aureliano, l'ideale di una restaurazione dell'unitarietà dell'Impero romano si affermò con vigore. Il compito principale che attendeva quest'ultimo imperatore era quello di dover riunire i due "tronconi", che si erano formati durante il regno di Gallieno, ovvero l'impero delle Gallie ad Occidente ed il regno di Palmira della regina Zenobia ad Oriente.
| Claudio il Gotico: Antoniniano                                                           | Claudio il Gotico: Antoniniano                                                      |
| ---------------------------------------------------------------------------------------- | ----------------------------------------------------------------------------------- |
|                                                                                          |                                                                                     |
| IMP CLAVDIVS P(ius) F(elix)? AVG, testa dell'imperatore verso destra che indossa corazza | VICTORIAE GOTHIC, è rappresentato un trofeo con ai suoi piedi due prigionieri goti. |
| 19 mm, 4.68 g, coniato nel 269/270                                                       |                                                                                     |

269Agli inizi dell'anno, dopo che per alcuni mesi i Goti erano stati tenuti a bada dalle armate romane di Marciano, il nuovo imperatore Claudio II riuscì a raggiungere il teatro degli scontri ed a riportare una vittoria decisiva su queste genti nella battaglia di Naisso, dove si racconta che persero la vita ben cinquantamila barbari. I Germani erano arrivati nel cuore della Mesia percorrendo la strada che da Tessalonica conduce a Scupi e poi verso nord, dopo aver devastato i territori attorno a Pelagonia (l'attuale Bitola). I sopravvissuti alla battaglia di Naisso, proteggendosi con i carri, si diressero in Macedonia. Durante la lunga marcia sulla via del ritorno, molti dei barbari morirono insieme alle loro bestie, oppressi dalla fame; altri furono uccisi in un nuovo scontro con la cavalleria romana degli "equites Delmatae", la riserva strategica mobile appena istituita da Gallieno. La marcia dei Goti proseguì in direzione orientale verso il monte Hemaus. Tuttavia i barbari, seppure circondati dalle legioni, riuscirono a procurare non poche perdite alla fanteria romana, che fu salvata solo grazie all'intervento della cavalleria affidata ad Aureliano, alleviando la sconfitta.
Contemporaneamente le altre orde di Goti, che si erano riversate l'anno precedente nel Mar Egeo e nel Mediterraneo orientale ed avevano compiuto azioni di pirateria, furono respinte definitivamente dopo una serie di scontri dall'accorrente prefetto d'Egitto, Tenagino Probo, nelle acque di fronte alle isole di Cipro, Creta e Rodi. La Historia Augusta, riferendosi ad un discorso di Claudio gli fa pronunciare queste parole:
(Historia Augusta - Claudio, 8.4-8.6.)
In seguito a questi eventi Claudio, che era riuscito a ricacciare oltre il Danubio quell'immensa orda barbarica, poté fregiarsi dell'appellativo di "Gothicus maximus" e le monete coniate quell'anno ne celebrarono la "Victoria gothica". Dei barbari superstiti, una parte fu colpita da una terribile pestilenza, un'altra entrò a far parte dell'esercito romano, ed un'ultima si fermò a coltivare le terre ricevute lungo i confini imperiali.
Narra la Historia Augusta che sempre nello stesso anno l'usurpatore Leliano, succeduto a Postumo nell'Impero delle Gallie, riorganizzo le province sotto il suo controllo:
(Historia Augusta - I trenta tiranni, Lolliano, 4.)

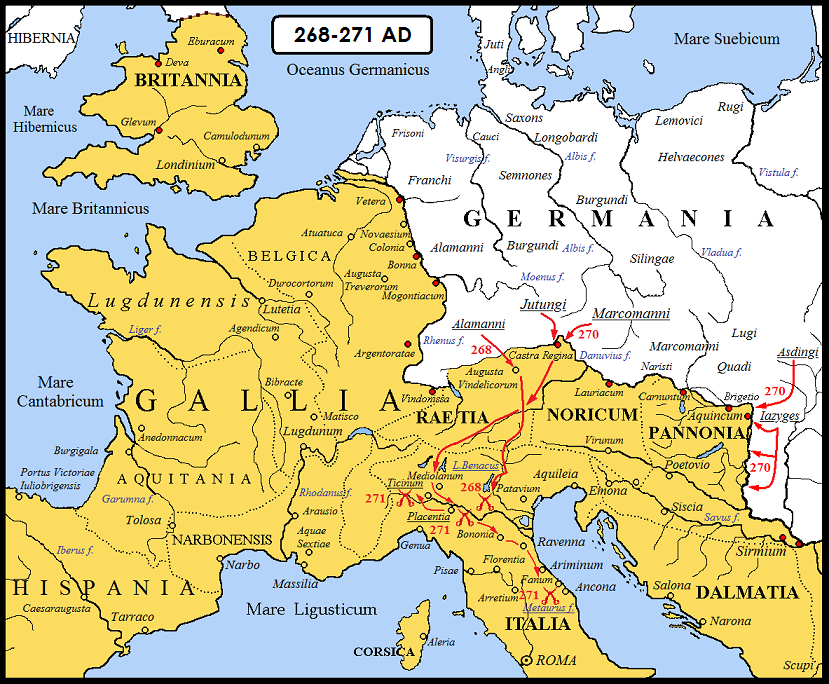
L'invasione della parte occidentale dell'impero romano degli anni 268-271, da parte di Alemanni, Marcomanni, Iutungi, Iazigi e Vandali Asdingi.

270Con l'inizio dell'anno, quando ancora Claudio era impegnato a fronteggiare la minaccia gotica, una nuova invasione di Iutungi tornò a procurare ingenti danni in Rezia e Norico. Claudio, costretto ad intervenire con grande prontezza, affidò il comando balcanico ad Aureliano, mentre egli stesso si dirigeva a Sirmio, suo quartier generale, da dove poteva meglio controllare ed operare contro i barbari. Poco dopo tuttavia morì, in seguito a una nuova epidemia di peste scoppiata tra le file del suo esercito (agosto).
La morte prematura di Claudio costrinse Aureliano a concludere rapidamente la guerra contro i Goti in Tracia e nelle Mesie, ponendo fine agli assedi di Anchialus (nei pressi della moderna Pomorie, lungo le coste bulgare del Mar Nero) e di Nicopolis ad Istrum. Recatosi poco dopo anch'egli a Sirmio, dove ricevette l'acclamazione imperiale da parte delle truppe di stanza in Pannonia, era consapevole del fatto che fosse imperativo affrontare al più presto gli Iutungi che avevano sfondato il fronte danubiano.
I barbari avevano puntato soltanto a fare bottino, dopo il mancato versamento dei sussidi promessi dai precedenti imperatori; venuti a conoscenza dell'arrivo del nuovo sovrano e ormai soddisfatti di quanto razziato nel corso dell'inverno, tentarono di ritirarsi, ma furono intercettati dai Romani nei pressi del Danubio e battuti, anche se non in modo definitivo. Le loro richieste di un rinnovo del precedente trattato di pace e del riconoscimento di nuovi sussidi, furono però rifiutati da Aureliano, il quale concesse loro solo la possibilità di far ritorno alle terre natie senza bottino. La pace siglata tra l'impero e le popolazioni germaniche definì la politica del nuovo imperatore nei confronti dei barbari. Egli negò, infatti, ogni qualsivoglia compenso in cambio di un loro foedus, che avrebbe reso l'impero tributario dei suoi stessi federati.
A novembre dello stesso anno, mentre Aureliano si trovava a Roma, per ricevere dal Senato in modo ufficiale i pieni poteri imperiali, una nuova invasione generò il panico, questa volta nelle province di Pannonia superiore ed inferiore, che evidentemente Aureliano aveva sguarnito per recarsi in Italia a respingere l'invasione degli Iutungi. Si trattava questa volta dei Vandali Asdingi, insieme ad alcune bande di Sarmati Iazigi. Anche in questa circostanza il pronto intervento dell'imperatore in persona costrinse queste popolazioni germano-sarmatiche a capitolare ed a chiedere la pace. Aureliano costrinse i barbari a fornire in ostaggio molti dei loro figli, oltre ad un contingente di cavalleria ausiliaria di duemila uomini, in cambio del ritorno alle loro terre a nord del Danubio. Per questi successi ottenne l'appellativo di Sarmaticus maximus.
| | \| Aureliano: Aureo[181] \| Aureliano: Aureo[181] \| \| ------------------------------------------------------------------------------------------------------------------------ \| ------------------------------------------------------------------------------------------------------------------------------------------------------------- \| \| \| \| \| IMP C L DOM AVRELIANVS P F AUG, testa laureata e busto con corazza verso destra, indossa un'aegis (armatura di Minerva); \| V-IRTVS AVG, Marte avanza verso destra, tiene una lancia in avanti ed un trofeo sopra la spalla sinistra; ai piedi un prigioniero legato seduto verso destra. \| \| 21 mm, 4.70 gr, 6h; Zecca di Mediolanum (Milano), terza emissione, coniato nel 271/272 \| \| |
| Aureliano: Aureo | |
| | |
| IMP C L DOM AVRELIANVS P F AUG, testa laureata e busto con corazza verso destra, indossa un'aegis (armatura di Minerva); | V-IRTVS AVG, Marte avanza verso destra, tiene una lancia in avanti ed un trofeo sopra la spalla sinistra; ai piedi un prigioniero legato seduto verso destra. |
| 21 mm, 4.70 gr, 6h; Zecca di Mediolanum (Milano), terza emissione, coniato nel 271/272                                   | |

271Era appena cessata questa minaccia, che già una nuova si profilava all'orizzonte. Questa volta si trattava di un'importante invasione congiunta di Alemanni, Marcomanni e forse di alcune bande di Iutungi (Dessippo parla esplicitamente di una nuova invasione degli Iutungi, che ancora flagellava il suolo italico). Aureliano, anche questa volta, fu costretto ad accorrere in Italia, ora che questi popoli avevano già forzato i passi alpini. Raggiunta la Pianura padana a marce forzate percorrendo la via Postumia, fu inizialmente sconfitto dalla coalizione dei barbari presso Piacenza, a causa di un'imboscata.
(Historia Augusta - Aureliano, 21.1-3.)
Nel prosieguo della campagna, i barbari però, per avidità di bottino, si divisero in numerose bande armate, sparpagliate nel territorio circostante. Aureliano, radunate nuovamente le armate dopo la sconfitta subita e deciso a seguirli nella loro marcia verso sud, riuscì a ribaltare le sorti della guerra. I barbari infatti avevano continuato a saccheggiare le città della costa adriatica come Pesaro e Fano. Non molto distante da quest'ultima città, lungo la via Flaminia sulle sponde del fiume Metauro, l'imperatore riuscì a batterli una prima volta e poi una seconda volta, in modo risolutivo, sulla strada del ritorno nei pressi di Pavia. In seguito a quest'ultima invasione, si provvedette (fu forse al tempo di Diocleziano) a sbarrare la strada a possibili e future invasioni, fortificando il corridoio che dalla Pannonia e dalla Dalmazia immette in Italia attraverso le Alpi Giulie: il cosiddetto Claustra Alpium Iuliarum.
Una volta terminata la campagna in Italia, nel dirigersi in Oriente per combattere la regina Zenobia del Regno di Palmira, batté Goti che gli muovevano contro e, attraversato il Danubio, uccise il loro re, Cannabaude, insieme a cinquemila dei suoi armati. Per questi successi il Senato gli conferì l'appellativo di "Gothicus maximus"
La crescente crisi lungo le frontiere danubiane, oltre alla secessione in Occidente dell'Impero delle Gallie ed in Oriente del Regno di Palmira, costrinse Aureliano ad evacuare la provincia delle Tre Dacie, sotto i crescenti colpi da parte soprattutto di Goti (in particolare, della tribù dei Tervingi) e Carpi, oltre ai Sarmati Iazigi della piana del Tibisco. Egli, sgombrando l'area a nord del Danubio, decise di formare tuttavia una nuova provincia di Dacia a sud del corso del grande fiume, scorporando due nuove regioni dalla Mesia inferiore: la "Dacia Ripense" e la "Dacia Mediterranea". L'abbandono definitivo della Dacia fu completato tra il 271 ed il 273. Le conseguenze dell'abbandono romano del bacino carpatico generò non solo nuove tensioni tra Goti e Gepidi ad oriente e Iazigi ad occidente, a causa del contatto tra le varie tribù, ma permise anche di rafforzare le frontiere del medio-basso corso del Danubio con il ritiro di due intere legioni (legio V Macedonica e legio XIII Gemina, posizionate ora ad Oescus e Ratiaria) ed un consistente numero di unità ausiliarie, per un totale complessivo di oltre quarantacinquemila armati.
272Di ritorno da una nuova campagna orientale contro Zenobia, l'imperatore fu costretto ad intervenire in Mesia e Tracia, per una nuova incursione da parte dei Carpi. Questi ultimi furono respinti ed in buona parte insediati nei territori romani lungo la frontiera del basso corso del Danubio, tanto da meritargli l'appellativo di "Carpicus maximus".
272-274L'unità imperiale poté finalmente concretizzarsi con la sconfitta, prima di Zenobia e Vaballato in Oriente (regno di Palmira) nel 272, e poi di Tetrico in Occidente (Impero delle Gallie) nel 274, al termine della battaglia presso i Campi Catalauni. Tetrico e Zenobia, dopo il trionfo celebrato a Roma, non furono però giustiziati: al contrario, il primo fu nominato governatore della Lucania, mentre la regina orientale fu insediata a Tivoli e le fu dato un senatore romano come marito. Si trattava di un riconoscimento per aver "salvato" i confini dell'Impero dalle invasioni dei barbari in Occidente e dei Sasanidi in Oriente.
274-275La vittoria di Aureliano su Tetrico provocò una nuova incursione da parte dei Germani d'oltre Danubio, nella vicina provincia di Rezia, tanto da richiedere un nuovo intervento dell'imperatore in persona, prima di recarsi in Oriente, dove aveva intenzione di intraprendere una nuova campagna contro i Sasanidi, al fine di recuperare i territori perduti della provincia romana di Mesopotamia.

#### Sesta fase: la controffensiva romana (276-284)

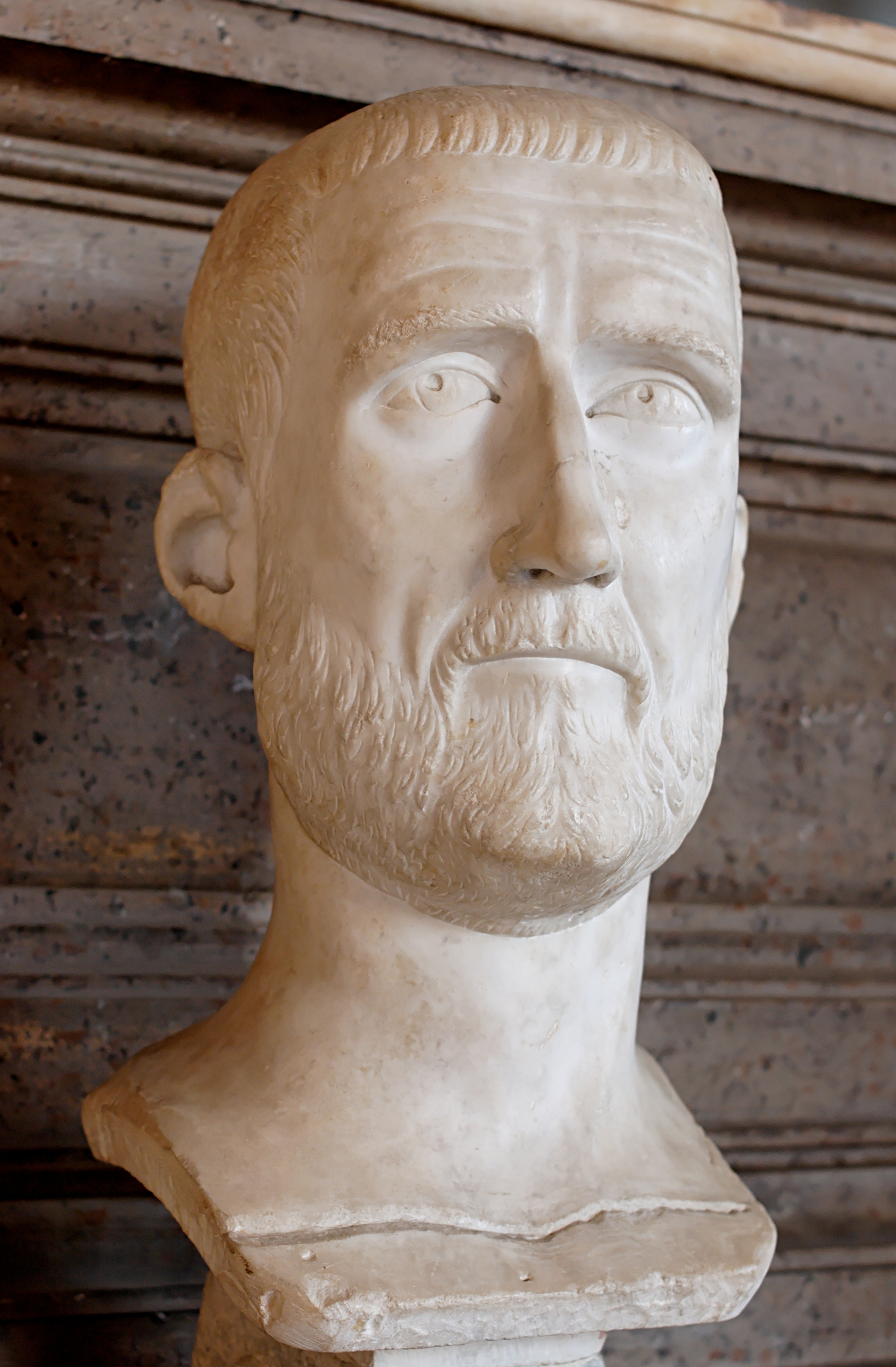
Busto di Marco Aurelio Probo dai Musei Capitolini.

L'assassinio dell'imperatore Aureliano, in viaggio per condurre una campagna contro l'impero sasanide, produsse in tutto l'Impero profondo cordoglio, ma scatenò anche lungo i confini settentrionali nuovi assalti da parte dei barbari.
fine 275-276I Goti, insieme agli Eruli, mossero dai territori della Meotide e tornarono a saccheggiare l'Asia Minore già prima della morte di Aureliano, giungendo fino alle coste della Cilicia già alla fine del 275. Morto Aureliano, il compito di affrontarli fu assunto dal nuovo imperatore Marco Claudio Tacito e dal fratello Marco Annio Floriano: il secondo riportò una vittoria che il fratello fece celebrare sulle monete ("Victoria gothica"), fregiandosi dell'appellativo di "Gothicus maximus". Deciso a far ritorno a Roma al principio dell'estate del 276, Tacito lasciò nelle mani del fratello Floriano, allora prefetto del pretorio, il compito di portare a termine la campagna, ma rimase vittima di un attentato nel giugno del 276. Anche Floriano, scontratosi con Marco Aurelio Probo a Tarso, rimase vittima di un complotto ordito dai suoi stessi soldati. Il trono imperiale passò quindi a Probo, che decise di completare l'opera di Tacito e condusse una nuova campagna contro i Goti in Asia Minore, battendoli pesantemente.
Sempre in questo stesso periodo (attorno a settembre del 275) la Gallia fu invasa dai Franchi, che percorsero la valle del fiume Mosella e dilagarono nella zona dell'attuale Alsazia. Si racconta che oltre settanta città caddero nelle loro mani, e che solo quelle poche dotate di mura, come Augusta Treverorum, Colonia Claudia Ara Agrippinensium e Tolosa, scamparono alla devastazione ed al saccheggio. A questa invasione seguì quella congiunta di Lugi, Burgundi e forse Vandali lungo il tratto dell'alto-medio corso del Danubio.
277Una volta portate a termine le operazioni contro i Goti, Probo decise di marciare verso la Gallia per affrontare i Germani penetrati nel corso dell'invasione dell'anno precedente. La tattica di Probo fu quella di affrontare separatamente le varie forze avversarie che, seppure numericamente superiori, furono sconfitte a una a una. I primi ad essere battuti dalle armate romane dei generali dell'imperatore furono i Franchi, penetrati nella zona nord orientale della Gallia Belgica. Poi fu la volta dei Lugi: Probo liberò il loro capo Semnone, che era stato catturato, a condizione che conducesse i resti delle sue genti nelle proprie basi di partenza, lasciando liberi i prigionieri romani e abbandonando il bottino razziato..
278Probo affrontò ora i Burgundi e i Vandali che erano venuti in soccorso delle altre tribù germaniche; furono battuti in Rezia, nei pressi del fiume Lech (chiamato da Zosimo "Licca"). Al termine degli scontri furono accordate le stesse condizioni che poco prima erano state concesse ai Lugi, ma quando i barbari vennero meno alle intese, trattenendo una parte dei prigionieri, l'imperatore li affrontò nuovamente. I Germani furono duramente sconfitti e i Romani catturarono anche il loro capo, Igillo. Al termine di queste vittorie anche Probo assunse l'appellativo di "Germanicus maximus".
| Marco Aurelio Probo: antoniniano                    | Marco Aurelio Probo: antoniniano |
| --------------------------------------------------- | --- |
|                                                     | |
| IMP PROB VS AVG, testa con corona, indossa corazza; | VICTOR IA GERM, la Vittoria che avanza verso destra, due prigionieri germanici legati ai piedi della stessa, con la scritta sul fondo R A ed al centro una stella. |
| 25 mm, 3.91 g, coniato nel 278                      | |

L'Historia Augusta racconta, infine, che nel corso dell'intera campagna l'imperatore aveva ucciso oltre quattrocentomila barbari e liberato ben sessanta città della Gallia. Ai vinti venne imposta la consegna di ostaggi a garanzia del trattato; nove capi barbari si inginocchiarono insieme davanti a Probo, furono ripristinati lungo le vallate del fiume Neckar alcuni forti militari romani, sedicimila Germani furono arruolati tra le file dell'esercito romano e distribuiti a gruppi di cinquanta o sessanta tra le varie unità ausiliarie e, per compensare il regresso demografico delle campagne, un certo numero di barbari ("laeti" o "gentiles" o "dediticii") furono insediati a coltivare le terre dell'impero, come era avvenuto già in passato, all'epoca di Marco Aurelio e delle Guerre marcomanniche. Fra questi coloni un gruppo di Franchi stanziati nel Ponto si ribellarono e, dopo essersi impadroniti di alcune navi, compirono incursioni e devastazioni in Acaia, Asia Minore, Africa settentrionale e si spinsero fino alla città di Siracusa, che occuparono prima di fare ritorno in patria incolumi. Da ultimo un'iscrizione trovata ad Augusta Vindelicorum ricorda che a questo imperatore è da attribuire il merito di aver rimesso ordine lungo i confini della provincia di Rezia, in qualità di "Restitutor provinciae".
L'imperatore volse poi le sue armate verso il fronte del medio Danubio, percorrendo il grande fiume e passando in rassegna tutte le truppe del Norico, della Pannonia superiore e inferiore (dove riuscì a battere gli Iazigi ed i Vandali), e della Tracia. Per questi ultimi successi sulle monete fu coniata la frase "RESTITUTOR ILLIRICI" ("restauratore dell'Illirico"). Infine si recò, al termine di quell'anno, in Isauria per domare una rivolta di briganti (con assedio finale presso la loro roccaforte di Cremna, in Pisidia).
280-281L'allora governatore della Germania inferiore, Gaio Quinto Bonoso, permise che bande di Alemanni attraversassero il Reno e bruciassero alcune navi della flotta Germanica. Temendo le conseguenze di questa perdita, verso la fine del 280 si fece proclamare, a Colonia Agrippinensis (l'odierna Colonia) e assieme a Tito Ilio Proculo, imperatore di tutte le Gallie, della Britannia e della Spagna. Alla fine però entrambi questi usurpatori trovarono la morte con l'arrivo di Probo nelle Gallie.
281Probo, sulla strada del ritorno dall'Oriente (dove aveva domato un'incursione di Blemmi) alla Gallia, trovò il tempo di insediare in Tracia, dopo una nuova campagna oltre il Danubio, ben centomila Bastarni, che si mantennero tutti fedeli ai patti. Allo stesso modo trasferì in territorio romano molti uomini di altre popolazioni come Gepidi, Grutungi e Vandali che, al contrario, ruppero l'alleanza e, mentre Probo era impegnato a combattere alcuni usurpatori, presero a vagare per terra e per mare in quasi tutto l'Impero, con grave danno per il prestigio romano.
La soppressione della rivolta gallica e la cacciata delle bande germaniche dai territori imperiali durò un lungo anno di campagne militari; alla fine Proculo fu catturato a tradimento, e poi Bonoso si impiccò poco dopo, nel 281.
282Alla morte di Probo, in settembre, le popolazioni sarmatiche degli Iazigi, che pochi anni prima erano state sottomesse, si unirono ai Quadi e ripresero le ostilità, sfondando il limes pannonico e mettendo in pericolo l'Illirico, la Tracia la stessa Italia.
283Il nuovo imperatore Marco Aurelio Caro affidò la parte occidentale dell'impero al figlio maggiore, Marco Aurelio Carino, e si recò in Oriente per affrontare i Sasanidi. Carino, intervenuto con prontezza e determinazione, riuscì ad intercettare le bande di armati germano-sarmatici che avevano sfondato il limes in Pannonia e ne fece grande strage. La Historia Augusta narra infatti:
(Historia Augusta - Caro Carino Numeriano, 9.4.)
A commemorazione della vittoria, nel 284 ricevette l'appellativo di "Germanicus maximus", celebrò un trionfo a Roma e batté moneta dove erano raffigurati alcuni prigionieri barbari con la dicitura "Triumfus Quadorum". Anche in questo caso Quadi e Iazigi potrebbero aver compiuto insieme le loro scorrerie nei territori delle due Pannonie, e soltanto l'anno successivo sarebbero stati definitivamente vinti da Diocleziano.

#### Settima fase: la Tetrarchia di Diocleziano e la stabilizzazione delle frontiere (285-305)

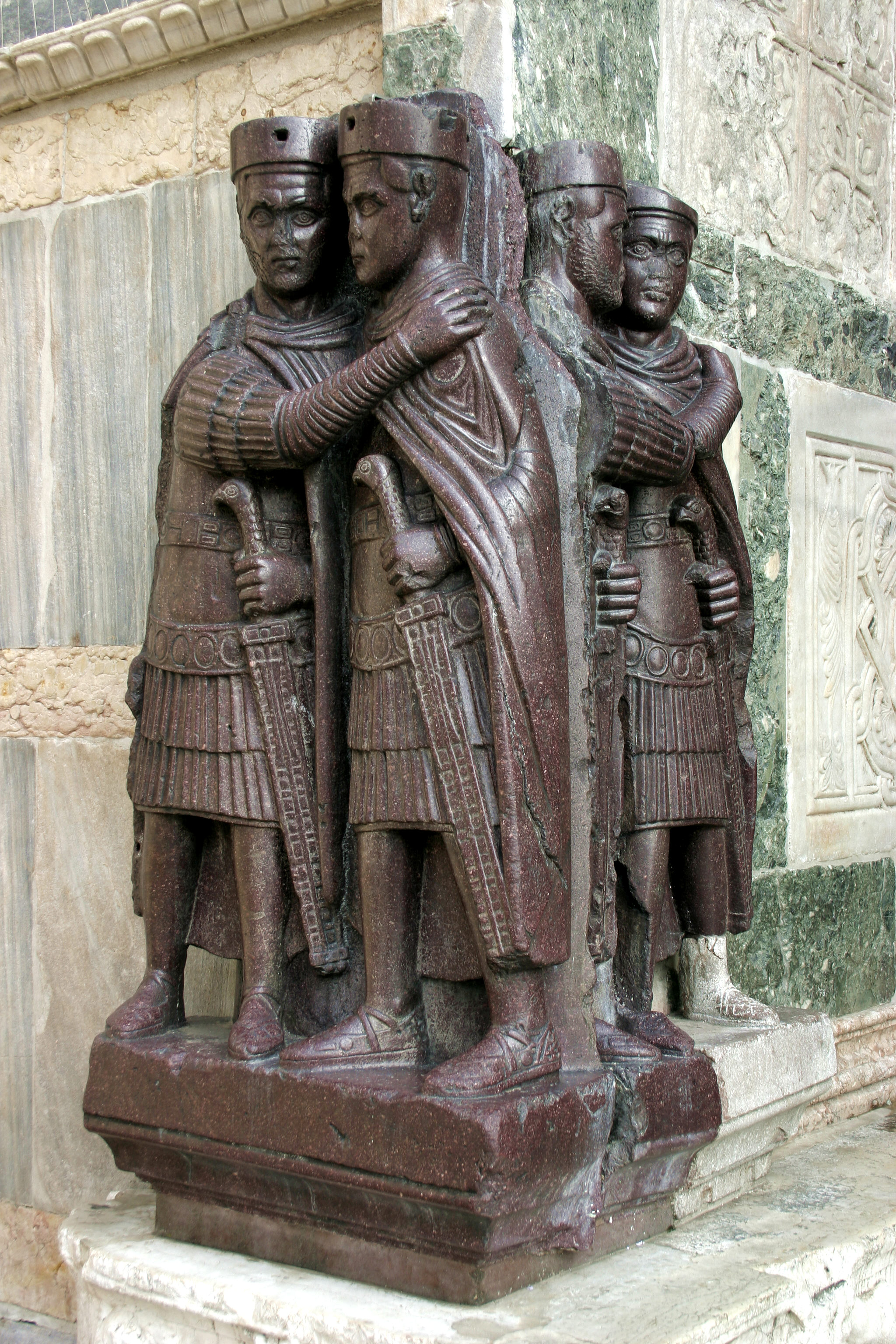
I tetrarchi, una scultura di porfido saccheggiata a Costantinopoli nel 1204 (basilica di San Marco a Venezia)

Con la morte dell'imperatore Numeriano nel novembre del 284 (a cui il padre Caro aveva affidato l'Oriente romano), ed il successivo rifiuto delle truppe orientali di riconoscere in Carino (il primogenito di Caro) il naturale successore, fu elevato alla porpora imperiale Diocleziano, validissimo generale. La guerra civile che ne scaturì vide in un primo momento prevalere Carino sulle armate pannoniche dell'usurpatore Giuliano, ed in seguito la sconfitta delle sue armate ad opera di Diocleziano sul fiume Margus, nei pressi dell'antica città e fortezza legionaria di Singidunum. Carino trovò la morte, a causa di una congiura dei suoi stessi generali (primavera del 285).
Ottenuto il potere, nel novembre del 285 Diocleziano nominò suo vice (cesare) un valente ufficiale, Marco Aurelio Valerio Massimiano, che pochi mesi più tardi elevò al rango di augusto (1º aprile 286): formò così una diarchia, nella quale i due imperatori si dividevano su base geografica il governo dell'Impero e la responsabilità della difesa delle frontiere e della lotta contro gli usurpatori.
Data la crescente difficoltà a contenere le numerose rivolte interne e lungo i confini, nel 293 si procedette a un'ulteriore divisione territoriale, al fine di facilitare le operazioni militari: Diocleziano nominò come suo Cesare per l'Oriente Galerio, mentre Massimiano fece lo stesso con Costanzo Cloro per l'Occidente.
285Al nuovo e unico imperatore, Diocleziano, toccò respingere nuove invasioni germano-sarmatiche sia in Mesia sia in Pannonia inferiore, ancora una volta favorite dall'aver sguarnito le frontiere del medio-basso tratto danubiano a causa della recente guerra civile. In seguito a tali successi ricevette l'appellativo di "Germanicus maximus" e "Sarmaticus maximus", avendo battuto in modo decisivo Quadi e Iazigi. Contemporaneamente Massimiano mosse in Gallia, ingaggiando prima i ribelli Bagaudi nell'estate avanzata di quell'anno. I dettagli della campagna sono sparsi e non forniscono alcun dettaglio tattico. Nell'autunno due eserciti barbarici, uno di Burgundi e Alemanni, l'altro di Chaibones ed Eruli, forzarono il limes renano ed entrarono in Gallia; il primo esercito morì di fame e malattia, mentre Massimiano intercettò e sconfisse il secondo. In seguito a questi eventi il cesare stabilì il quartier generale sul Reno in previsione di future campagne,
286Il prefetto della flotta del canale della Manica, il futuro usurpatore Carausio, che aveva come sede principale della flotta la città di Gesoriacum, riuscì a respingere gli attacchi dei pirati Franchi e Sassoni lungo le coste della Britannia e della Gallia Belgica, mentre Massimiano sconfisse Burgundi ed Alemanni, come suggerisce un suo panegirico del 289.
287Nuovi successi sulle tribù germaniche sono confermate dal fatto che a Diocleziano fu rinnovato l'appellativo di "Germanicus maximus" per ben due volte nel corso dell'anno. I successi furono ottenuti dalle armate dell'altro augusto, Massimiano, contro Alemanni e Burgundi sull'alto Reno, oltre a Sassoni e Franchi lungo il corso inferiore.
288Un nuovo successo sulle tribù germaniche è confermato dalla quarta acclamazione di Diocleziano quale "Germanicus maximus", per i successi ottenuti dai generali di Massimiano sia sugli Alemanni (in un'azione combinata con lo stesso Diolceziano), sia sui Franchi. Massimiano era riuscito a catturarne il re dei Franchi Sali, Gennobaude, ed a ottenere la restituzione di tutti i prigionieri romani. A completamento dell'opera di pacificazione, dislocò alcuni Franchi nei territori circostanti Augusta Treverorum e Bavai.
289Un nuovo successo sulle tribù sarmatiche è confermato dalla seconda acclamazione ricevuta da Diocleziano di "Sarmaticus maximus", mentre un altro successo sugli Alemanni fu celebrato dal futuro cesare, Costanzo Cloro.
| Galerio: Argenteo                                                                      | Galerio: Argenteo                                                                                             |
| -------------------------------------------------------------------------------------- | --- |
|                                                                                        | |
| MAXIMIANVS CAES, testa laureata a destra con drappeggio sulle spalle.                  | VICTORIA SARMAT, i quattro tetrarchi sacrificano sopra un tripode davanti a una città con sei torri; Γ sotto. |
| 18 mm, 3.33 g, coniato nel 295-297 (celebra la vittoria sarmatica di Galerio del 294). | |

293Quinta acclamazione di Diocleziano come "Germanicus maximus" in seguito ai successi riportati da Costanzo Cloro, il quale dopo aver marciato su per la costa fino agli estuari di Reno e Schelda, riportò una vittoria sugli alleati franchi del ribelle Carausio. Nell'ottobre di quello stesso anno Diocleziano si recò a Sirmio per organizzare una nuova campagna militare per l'anno successivo contro i sarmati Iazigi, insieme a Galerio appositamente creato Cesare dal 1º aprile del 293, per meglio dividersi i compiti lungo le frontiere imperiali dell'Oriente romano
294Un nuovo successo sulle tribù sarmatiche è confermato dalla terza acclamazione ricevuta da Diocleziano di "Sarmaticus maximus", grazie ai successi conseguiti insieme a Galerio. E sempre allo stesso anno sono da attribuire altri successi sulle popolazioni dei Goti.
295Nel corso di quest'anno fu la volta dei Carpi. Questo popolo non fu solo sconfitto dalle armate di Diocleziano e Galerio, ma fu in parte trasferito in territorio romano, come era già accaduto al tempo di Aureliano.
297L'augusto Massimiano fu costretto a tornare lungo la frontiera danubiana, dopo aver riorganizzato la Britannia con il suo Cesare Costanzo Cloro, per l'assenza contemporanea di Diocleziano e Galerio, impegnati in Oriente contro i Persiani. Egli riuscì a respingere un'invasione di Carpi lungo il basso corso del Danubio; frattanto Costanzo ripopolò il territorio, un tempo abitato dai Batavi, con i Franchi Sali provenienti dalla Frisia.

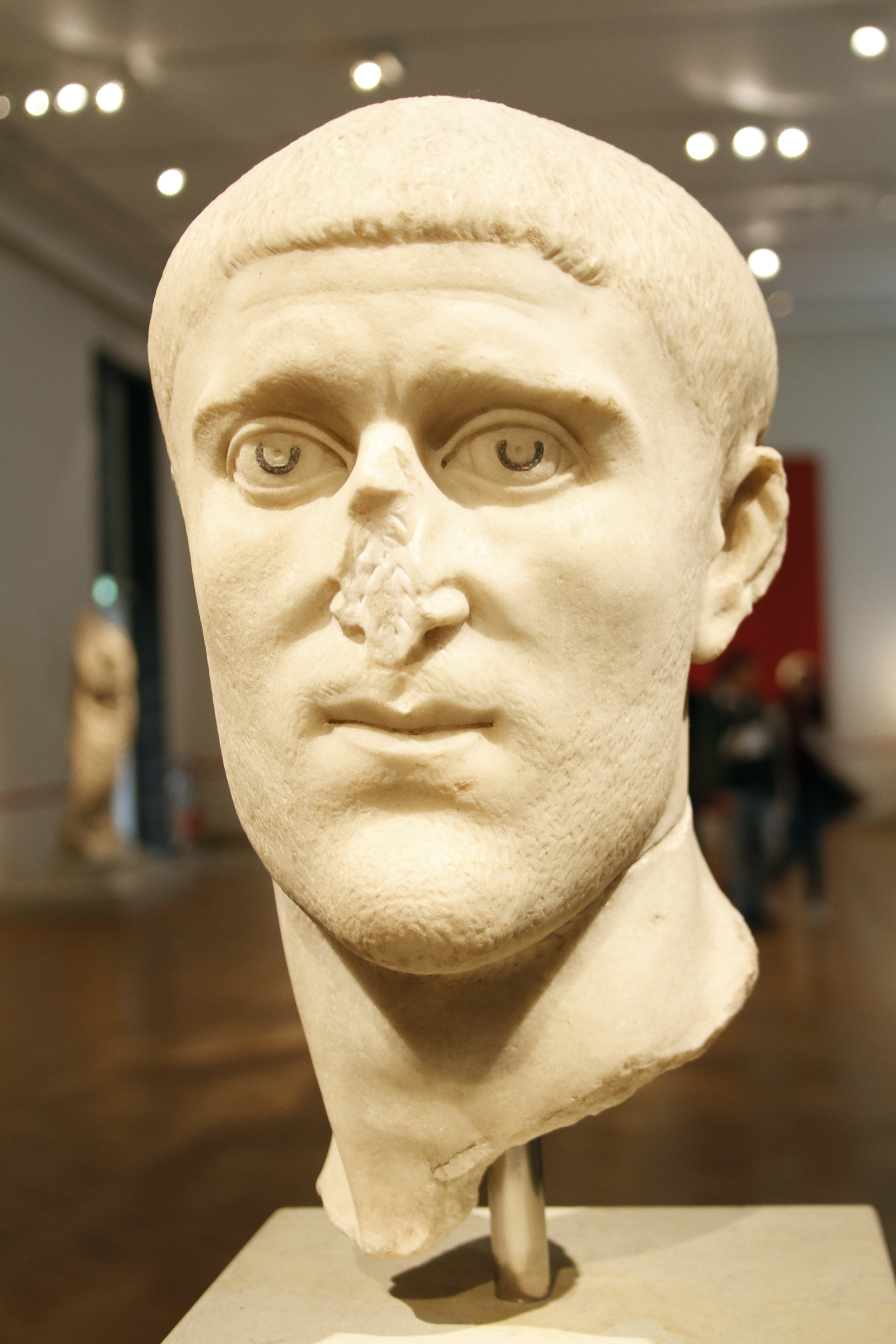
Busto del Cesare Costanzo Cloro.

298Il Cesare Costanzo Cloro, cui era affidata la frontiera renana, riuscì a battere la coalizione degli Alemanni in due importanti scontri (battaglia di Lingones e battaglia di Vindonissa), rafforzando questo tratto di confine almeno per qualche decennio.
(Eutropio, Breviarium ab urbe condita, 9, 23.)
Nel corso di questo anno, un nuovo successo sulle tribù gotiche è confermato dall'acclamazione ricevuta da Diocleziano di "Gothicus maximus".
299Diocleziano e Galerio, una volta terminate le operazioni in Oriente si concentrarono nel difendere i confini danubiani della Mesia inferiore, conducendo una campagna contro Carpi, Bastarni e Sarmati (presumibilmente si trattava dei Roxolani). Una grande quantità di persone appartenenti a questi popoli fu fatta prigionieri e trasferita all'interno delle frontiere imperiali (nella Pannonia a nord del fiume Drava, come sembra suggerire Ammiano Marcellino).
300Fu decretata la quarta acclamazione imperiale di "Sarmaticus maximus" a Diocleziano per i successi conseguiti l'anno precedente sulle tribù sarmatiche.
301Un nuovo successo sulle tribù germaniche è confermato dalla sesta acclamazione ricevuta da Diocleziano di "Germanicus maximus".
302Sembra che fu combattuta una nuova battaglia presso Vindonissa, dove, ancora una volta, le armate romane ebbero la meglio su quelle di Alemanni e Burgundi, ma forse potrebbe trattarsi della stessa battaglia combattuta nel 298.

### Fronte meridionale africano: dalla Mauretania all'Egitto
Anche lungo il quarto e ultimo settore di frontiera dell'Impero romano, quello meridionale, furono numerose e continue le incursioni delle popolazioni semi-nomadi africane, a partire dalla metà del III secolo. Questo settore, da sempre protetto a sud dalla barriera naturale del deserto del Sahara, e quindi poco presidiato da eserciti, fu costretto, come gli altri tre, a difendersi dalla crescente pressione delle genti berbere.
261-262L'allora prefetto d'Egitto, Mussio Emiliano, riuscì a cacciare le tribù berbere dei Blemmi, che avevano invaso la Tebaide.
269-270 circaMarco Aurelio Probo combatté in questi anni contro la popolazione dei Marmaridi ai confini della provincia d'Africa, vincendoli, per poi recarsi nei territori che un tempo erano appartenuti a Cartagine e liberarli dai ribelli. Contemporaneamente il fronte meridionale della provincia egiziana subì una seconda invasione da parte della tribù berbera dei Blemmi prima, ed un'occupazione permanente ad opera della regina del regno di Palmira, Zenobia, poi.
279-280Probo dovette affrontare, attraverso i suoi generali, una nuova invasione di Blemmi in Egitto, i quali avevano occupato e reso schiave le città di confine di Copto e Tolemaide.
290Vengono menzionati per la prima volta i Saraceni, tribù araba stanziata nella penisola del Sinai, che avevano tentato di invadere la Siria; furono battuti dalle armate di Diocleziano.
293Scoppiò una guerra contro i Quinquegentiani, che fu domata solo quattro anni più tardi da Massimiano.
296-298Con la fine del 296, l'augusto Massimiano, partito per la Mauretania (con un esercito formato da contingenti della guardia pretoriana, legionari di Aquileia, egiziani e danubiani, ausiliari galli e germani e reclute della Tracia), riuscì a respingere le tribù dei Mauri ed a debellare quella dei Quinquegentiani, che erano penetrati anche in Numidia. Nel 297 Massimiano diede inizio a una sanguinosa offensiva contro i Berberi. La campagna fu lunga. Non contento di averli ricacciati nelle loro terre d'origine tra le montagne dell'Atlante, da dove avrebbero potuto proseguire gli attacchi, Massimiano si avventurò in profondità nel territorio nemico infliggendo loro quanto più danno possibile a scopo punitivo, e devastandone i loro territori e respingendoli fino al Sahara. L'anno successivo (298) rinforzò le difese della frontiera africana dalle Mauritanie alla provincia d'Africa.
298Una rivolta sorta in Egitto fu soffocata nel sangue sotto Diocleziano. Al termine di essa fu ripristinata la circolazione lungo le coste del Mar Rosso, ma i territori del Dodecascheno furono abbandonati ed affidati ai Nobati, come federati contro i Blemmi.

## Conseguenze

Sarcofago Ludovisi. Palazzo Altemps. Scene di battaglia fra Romani e Germani. Il principale personaggio probabilmente è Ostiliano, figlio dell'imperatore Decio. Marmo proconnesio, opera romana, 250 d.C. ca.

Nella crisi che l'Impero visse nel III secolo, le invasione barbariche costituirono senza dubbio un elemento di estrema importanza per l'evoluzione politica, sociale ed economica che portò al nuovo stato dioclezianeo e costantiniano. Dopo due secoli di apparente calma lungo i confini occidentali ed orientali, dall'inizio del secolo popolazioni di diversa etnia, perlopiù germaniche, impegnarono le forze romane in lunghe ed estenuanti campagne di contenimento, spesso infruttuose, a volte catastrofiche. In realtà, sin dai tempi di Adriano, a Roma, per opportunità o per prudenza, si era deciso di non avventurarsi più nella conquista di nuovi territori e di cautelarsi lungo le migliaia di chilometri che costituivano il limes dell'Impero; ciò non fu tuttavia sufficiente, e già con Marco Aurelio, i Marcomanni raggiunsero l'Italia e si spinsero fino ad Aquileia, il cuore della Venetia, provocando un'enorme impressione: era dai tempi di Mario che una popolazione barbara non assediava centri del nord Italia.
La cadenza con la quale le incursioni barbariche si susseguirono a partire dal terzo decennio del secolo costituì solo la conseguenza più appariscente di un fenomeno in atto da diversi decenni, cause e conseguenze del quale furono interne ed esterne al mondo romano. Se è ben vero, infatti, che a partire dalla fine del II secolo le migrazioni di popolazioni germaniche accentuarono la loro portata verso occidente, è altrettanto vero che sino ad allora il sistema di difesa in profondità dell'Impero aveva retto più o meno egregiamente, grazie a fortificazioni, legioni ed alleanze clientelari. Ora però, al cospetto di una crescente pressione sui confini, il centro del potere romano si trovava in difficoltà: tramontata la stagione delle adozioni, dopo un secolo la porpora imperiale tornò ad essere con Settimio Severo una conquista delle armi; fu così fra lui, Pescennio Nigro e Clodio Albino, fu così fra Caracalla, Macrino ed Eliogabalo, fu sempre così da allora sino a Costantino.

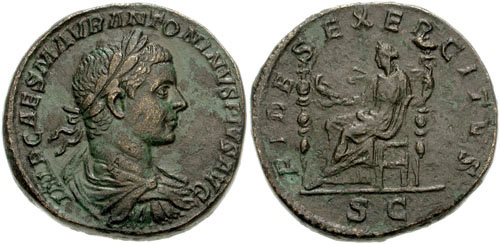
Un denario di Eliogabalo, con la dicitura fides exercitus

Inevitabilmente, la coesistenza fra incertezza politica interna e difficoltà militari esterne ebbe come conseguenza la destabilizzazione dell'intero apparato di potere; l'esercito divenne arbitro unico della politica romana, esautorando di fatto il già agonizzante Senato. Così, per Augusto e i suoi successori la Concordia ordinum fu lo slogan del nuovo sistema; nel III secolo le coniazioni imperiali riportarono senza tregua la dicitura "Fides exercitus". Il principato, inteso dal Mommsen come una dittatura militare caratterizzata dalla figura del principe, dal Senato e dall'esercito, perse un elemento essenziale nel delicato equilibrio instaurato da Ottaviano. Se, già per l'Anno dei quattro imperatori, i più attenti osservatori notarono con rammarico che l'imperatore si poteva ben eleggere lontano da Roma, nel III secolo questa circostanza divenne prassi. A fronte delle minacce esterne, comandanti militari muniti di poteri sempre più ampi ebbero gioco facile nel farsi acclamare augusti da un esercito consapevole del proprio ruolo decisivo nella scelta dei principi; se prima le coorti pretorie ebbero il loro peso determinante in tal senso, ora la nuova situazione creatasi lungo i confini dell'Impero privilegiò senza dubbio le legioni limitanee rivoluzionando un equilibrio che aveva visto, nei primi due secoli dell'Impero, le coorti pretorie rappresentare, nei propri ranghi, buona parte delle élite municipali italiche e delle province di antica romanizzazione.
Dall'avvento di Massimino il Trace, si assistette invece ad un progressivo ma ineluttabile cambio di direzione; figure che dell'esercito erano espressione, i viri militares, spesso di modesta origine e cresciuti nei ranghi delle legioni del limes, ottennero ruoli e poteri che prima erano riservati ai membri delle famiglie senatorie, italiche o provinciali. È dagli eserciti maggiormente impegnati sul fronte del contenimento che questi uomini sortirono; e fra questi, l'ampio settore danubiano e pannonico in particolare diede i natali ad imperatori quali Decio, Claudio il Gotico, Probo, Valentiniano I. Sebbene di maggior peso, l'area danubiana non fu l'unica culla di imperatori ed usurpatori e la mancanza di un forte potere centrale a Roma rappresentato dal Senato provocò in più di un'occasione la disgregazione momentanea dell'Impero, come nel caso dell'Impero delle Gallie e del Regno di Palmira. Ma ciò dimostrò anche che la difesa dell'Impero ormai non poteva più essere affidata ad un solo uomo, a meno di non rivoluzionare l'intera struttura amministrativa delle province: cosa che, passata la tempesta, cercò di attuare Diocleziano.

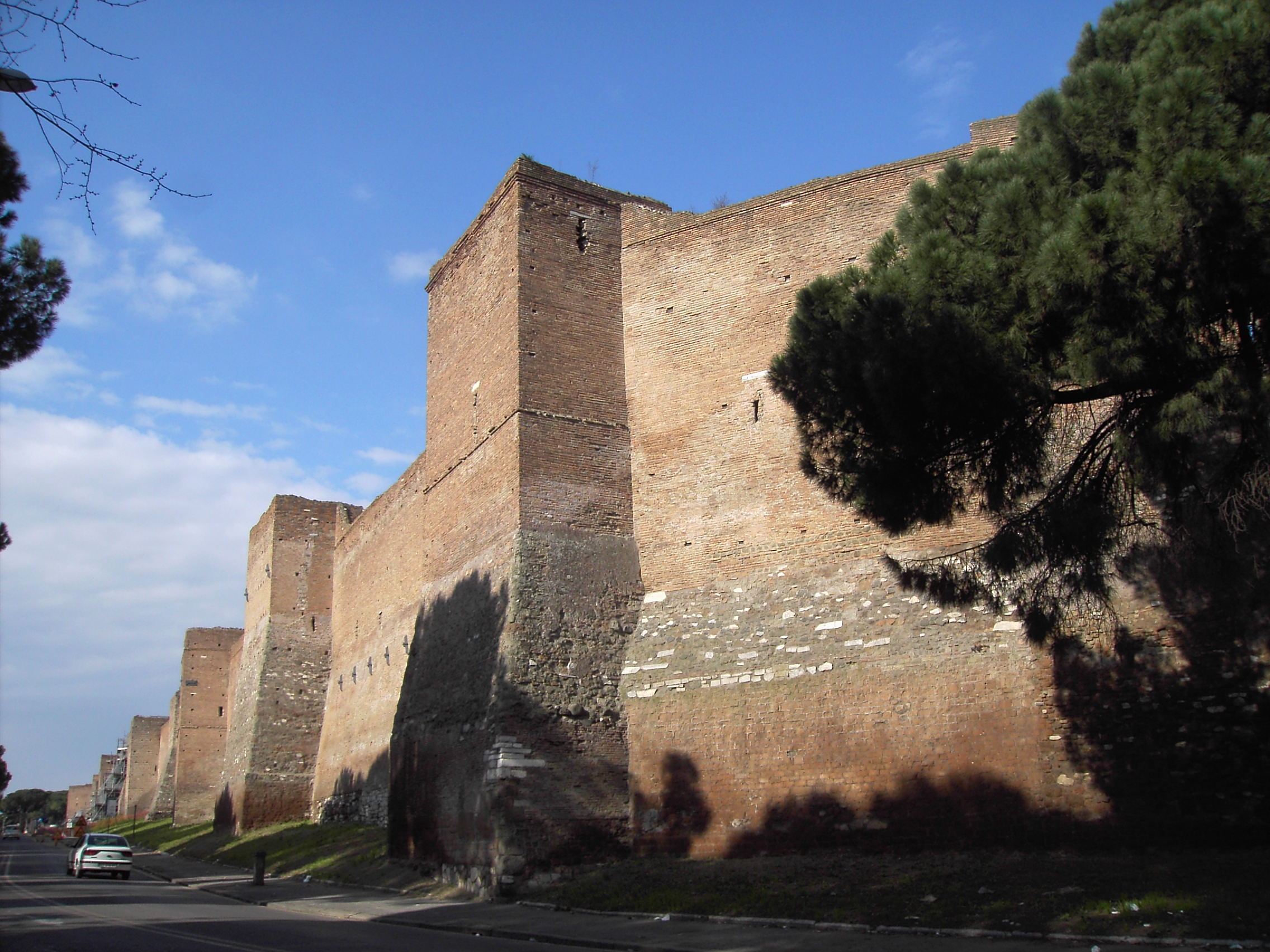
Le Mura aureliane tra Porta San Sebastiano e Porta Ardeatina

La lenta esautorazione della classe senatoria dai comandi militari ebbe un punto di svolta con Gallieno il quale andò affidando tali incarichi a personaggi di rango equestre, usciti dall'esercito dopo una lunga carriera: essi anticiparono e diedero vita a quei duces che dalla fine del secolo sostituirono il governatore provinciale nella difesa dei confini. Inevitabilmente, il crescente peso dell'esercito, accompagnato all'instabilità politica e alla lotta per il potere, provocò un'emorragia monetaria dovuta peraltro alla mancanza da tempo di liquidità proveniente dalle conquiste dei secoli precedenti. Una crescente pressione fiscale colpì le classi dirigenti dei municipi e delle colonie, creando i presupposti per la contrazione del tessuto urbano così come documentato per il IV secolo. L'evergetismo privato, vero motore della ridistribuzione della ricchezza nei centri dell'Impero, venne a poco a poco a mancare. L'argento, che di questo mondo (oltre che dell'esercito) fu con i denarii la moneta più diffusa, diminuì lentamente, tanto da provocare quell'inflazione che fu al centro dei pensieri di ogni imperatore del III secolo, e che Diocleziano cercò vanamente di salvare con il suo Edictum De Pretiis Rerum Venalium. Costantino capì che l'oro sarebbe stato il metallo dominante del nuovo corso

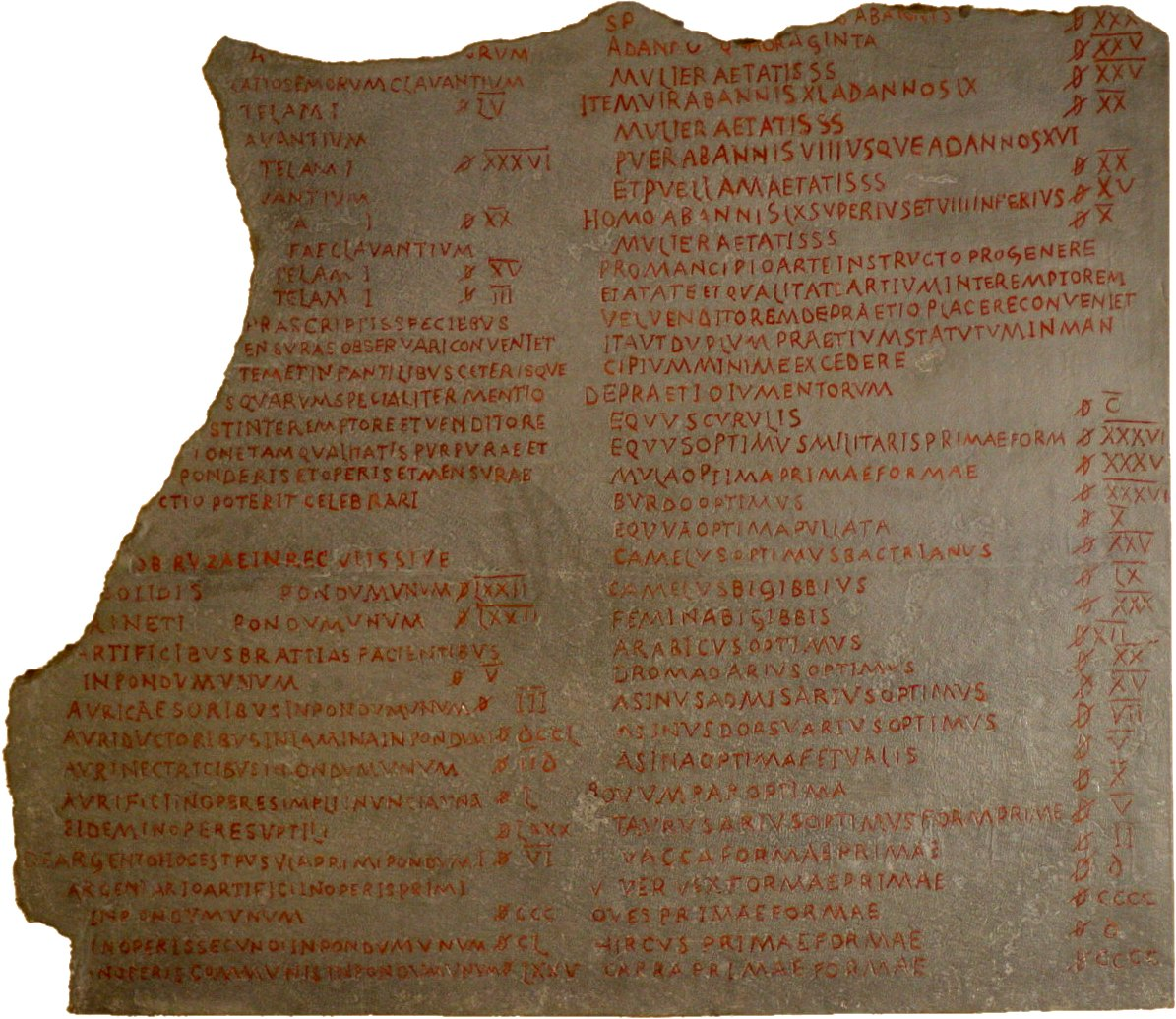
Frammento dell'editto sui prezzi di Diocleziano, dal Pergamonmuseum di Berlino.

Ma in questo clima di continua allerta interna e limitanea, non tutte le città soffrirono della suddetta contrazione economica: altri centri, che prima erano stati nient'altro che sedi di legione, divennero nel corso del III secolo le nuove capitali dell'Impero. Augusta Treverorum, Sirmium, Mediolanum furono la sedi abituali degli imperatori, vicini sì ai confini, ma soprattutto alle truppe.
Lo sforzo intrapreso dagli augusti che si susseguirono nel corso del III secolo, vuoi a causa della mancanza di un progetto a lungo termine, vuoi per la crisi economica che investì il sistema tributario romano, non riuscì a salvare l'integrità dell'Impero così come esso si presentava alla fine del II secolo: in particolare la provincia di Dacia, e i cosiddetti Agri decumates fra Germania e Rezia furono abbandonati. L'Impero era ora del tutto ad occidente dei due grandi fiumi europei, il Reno ed il Danubio. Era chiaro che qualsiasi sforzo per il mantenimento dello status quo non avrebbe prodotto risultati all'interno della gabbia istituzionale creata a suo tempo da Augusto: una nuova era alle porte e, sebbene le invasioni barbariche non avessero provocato da sole la crisi del III secolo, esse accelerarono quel processo di disgregazione e allontanamento tra Occidente ed Oriente che sarebbe stata alla base della Tarda antichità. Roma, dal canto suo, perse nel corso del III secolo il ruolo di caput mundi: le frontiere non furono mai così lontane e così vicine allo stesso modo. Aureliano si convinse a dotare la città di mura; erano passati sette secoli dall'ultima pietra posta a difesa dell'Urbe.